# Nowogródek
Nowogródek (biał. Навагрудак, Nawahrudak; lit. Naugardukas;  ros. Новогрудок, Nowogrudok) – miasto na Białorusi, w obwodzie grodzieńskim, na Wysoczyźnie Nowogródzkiej, siedziba administracyjna rejonu nowogródzkiego. W 2018 roku liczyło ok. 29,4 tys. mieszkańców.
Stolica województwa nowogródzkiego I Rzeczypospolitej (1500–1795), stolica województwa nowogródzkiego II Rzeczypospolitej. Prawo magdeburskie nadał Zygmunt I Stary dnia 26 lipca 1511 roku. Miejsce obrad sejmików ziemskich powiatu nowogródzkiego od XVI wieku do pierwszej połowy XVIII wieku.

## Historia

### Średniowieczne początki
Według badań archeologicznych Nowogródek został założony w drugiej połowie X w. Początkowo składał się z grodu, wzniesionego na Górze Zamkowej, i nieumocnionego podgrodzia, zlokalizowanego na sąsiedniej górze na zachód od Góry Zamkowej. W XII wieku podgrodzie zostało otoczone wałem. Domostwa o zrębowej konstrukcji wznoszone były z gliny, a ich okna w przypadku bogatszych właścicieli były szklone. Mieszkańcy utrzymywali się z myślistwa i rolnictwa. Rozwinęło się rzemiosło: obróbka żelaza, metali kolorowych, kamieni, kości i drewna. Kupcy utrzymywali kontakty handlowe z Kijowem, Bizancjum i Syrią. Przez kilka stuleci Nowogródek stanowił centrum osadnictwa w regionie, jednak nie miał znaczących wpływów politycznych. Z tego powodu w źródłach pisanych nazwa miasta została odnotowana w połowie XIII w. w kontekście konfliktów książąt halicko-wołyńskich z litewskimi.
Założenie Nowogródka przypisywano kniaziowi kijowskiemu Włodzimierzowi Wielkiemu, niekiedy kniaziowi Jaropełkowi (1114). Wówczas prawdopodobnie powstała w grodzie cerkiew Zaśnięcia Bogurodzicy.
Najazd Tatarów Batu-chana pod wodzą Kajdana (1241) spustoszył gród z okolicą.

### Panowanie litewskie
Gdy rozbici przez Tatarów kniaziowie ruscy utracili swą władzę, Nowogródek opanował książę litewski Erdziwiłł. Odbudował drewniany zamek i często w nim przebywał.
Wielki książę litewski Mendog (1240–1263) doprowadził do zjednoczenia księstw litewskich. wzostając księciem Czarnej Rusi,a Nowogródek uczynił swą główną siedzibą i faktyczną stolicą Litwy. W 1252 roku na zamku nowogródzkim Mendog wraz ze swą żoną Martą przyjęli chrzest w obrządku łacińskim. Rok później (1253) Mendog koronował się tam na króla Litwy. W 1260 roku powrócił jednak do pogaństwa. Na pamiątkę panowania Mendoga sąsiadujące z zamkiem wzgórze nazwano jego imieniem. Według legendy na tej górze pochowany został Mendog siedzący na złotym tronie. Po latach powstał w tym miejscu cmentarz z murowaną kaplicą na szczycie, pozostałe po wycince lasu krzaki były opisane przez Adama Mickiewicza w IV Księdze „Pana Tadeusza”, jako gaj Mendoga. Syn Mendoga, Wojsiełk, uważany jest za fundatora drugiej cerkwi św. św. Borysa i Gleba.
W 1274 orda Tatarów wespół ze sprzymierzonymi książętami ruskimi zza Dniepru pod wodzą Jaruna i księcia halickiego obległy Nowogródek. Na wieść o zbliżaniu się wojsk litewskich odstąpili.
Nowogródek został ponownie oblężony (1314) przez Krzyżaków, pod wodzą wielkiego marszałka Henryka von Plotzke, którzy spalili miasto, lecz nie zdobyli zamku. Krzyżacy podczas odwrotu, po krwawej potyczce koło Krzywicz nad Niemnem, zdziesiątkowani powrócili na ziemie zakonne. Wielki książę Giedymin miał w roku 1323 ufundować kościół franciszkanów. Krzyżacy w 1391 pod wodzą wielkiego mistrza Konrada von Wallenrode napadli gród i spalili miasto, nie zdobywając zamku. Trzy lata potem Krzyżacy ponowili najazd. Mieszkańcy Nowogródka sami spalili miasto i schronili się do zamku, którego Krzyżacy zdobyć nie zdołali – splądrowali więc okolice.
W 1415 na zamku odbył się synod biskupów prawosławnych, podczas którego Grzegorz Cambłak został wybrany na metropolitę litewskiego. Synod ten de facto ogłosił autokefalię Kościoła prawosławnego w Wielkim Księstwie Litewskim, jak również zreformował ustrój wewnętrzny Kościoła.
7 lutego 1422 król Polski Władysław Jagiełło poślubił w Nowogródku księżniczkę Sonkę Holszańską. W 1426 w Nowogródku wielki książę Witold powracając ze zwycięskiej wyprawy na Psków i Nowogród rozdał bojarom i rycerstwu zdobyczne dary. Kazimierz Jagiellończyk nadał miastu (1444) kolejne przywileje oraz uczynił dla miasta lokację. Od 8 września 1448 Nowogródek był miejscem obrad walnego sejmu litewskiego.

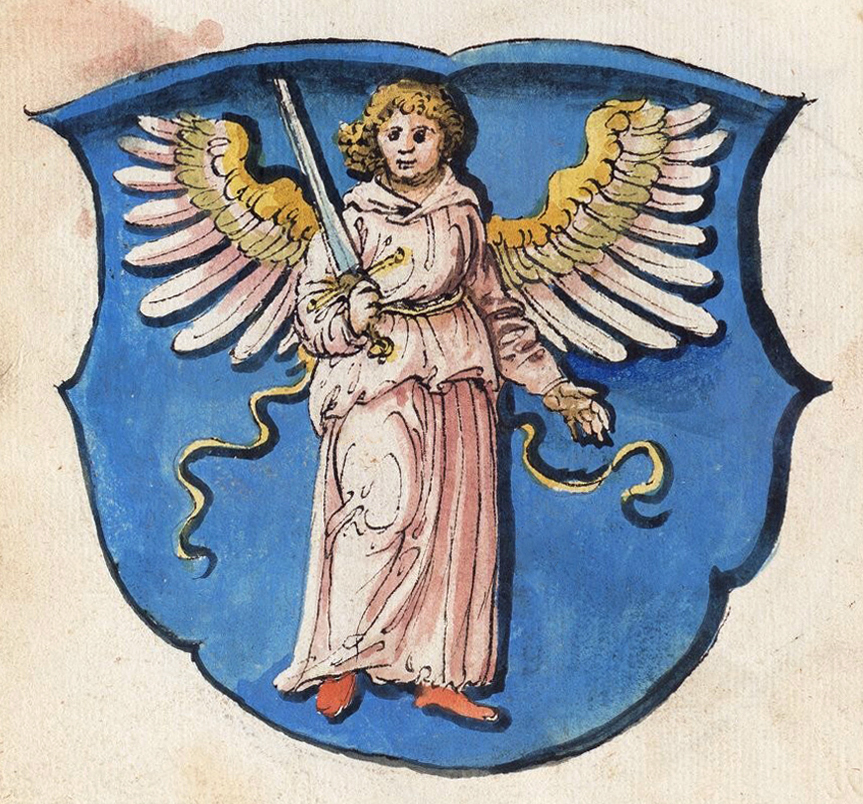
XVI-wieczny herb Nowogródka

W 1504 w Nowogródku odbywała się rada senatorów litewskich, związanych z Michałem Glińskim, marszałkiem nadwornym litewskim i starostą bielskim, skonfliktowanym z wojewodą trockim Zabrzezińskim. Niespodziewanie pod miastem pojawili się Tatarzy. Namiestnik nowogródzki, Olbracht Gasztołd, wspólnie z horodniczym Maskiewiczem zorganizowali skuteczną obronę zamku. W 1507 Nowogródek został stolicą województwa, obejmującego powiaty nowogródzki, wołkowyski, słonimski oraz księstwo słuckie.
26 lipca 1511 na sejmie w Brześciu Litewskim król Polski Zygmunt Stary nadał Nowogródkowi lokację na prawie magdeburskim. W 1537 szlachta litewska zbiera się w Nowogródku przed wyruszeniem pod Lwów na wyprawę wołoską, zakończoną „wojną kokoszą”.

### I Rzeczpospolita
Po unii lubelskiej (1569) do rozwoju miasta przyczyniły się odbywające się w nim od 1581 sesje „ruskiej” kadencji Trybunału Głównego Wielkiego Księstwa Litewskiego. Obrady w Nowogródku odbywały się co dwa lata (na przemian z Mińskiem) przez 22 tygodnie. Dopiero w 1775 przeniesiono sesje Trybunału do Grodna.
W okresie silnego rozwoju reformacji Nowogródek był świadkiem publicznych debat katolików z arianami (1609) oraz kalwinami (9 stycznia 1616 roku jezuita z Nieświeża, ks. Benedykt Brywilias, dysputował z pastorem Janem Zygrowiuszem). Zbór kalwiński, powstały w połowie XVI w., został zamknięty w 1618.
Wraz z rozkwitem Nowogródka budowano nowe kościoły i klasztory; jezuitów, bonifratrów (fundacji Kazimierza Lwa Sapiehy), bazylianek (1620) przy cerkwi unickiej (fundacji podkomorzego Adama Chreptowicza, w 1860 zabrany przez władze carskie na cerkiew prawosławną), unicka bazylianów (1636), franciszkanów (zabrany na cerkiew w 1845), dominikanek (skasowany po powstaniu styczniowym w 1863) i dominikanów (fundacja koniuszego Krzysztofa Chodkiewicza, do 1945 kościół parafialny), przy którym prowadzono szkołę, do której uczęszczał Adam Mickiewicz. W kościele tym Jan Rudomina, kasztelan nowogródzki, wzniósł marmurowy pomnik dziewięciu towarzyszy broni poległych pod Chocimiem w 1621.
Podczas wojen kozackich (1648–1654) oddziały Chmielnickiego i Tatarzy najeżdżali okolice Nowogródka. Kolejne inwazje – armii moskiewskiej Iwana Chowańskiego, a w 1654 i szwedzkiej, powtórzonej także rok później, spowodowały olbrzymie straty. Zaczął się upadek miasta. W 1676 kolejne dwa przywileje nadał król Jan III Sobieski.

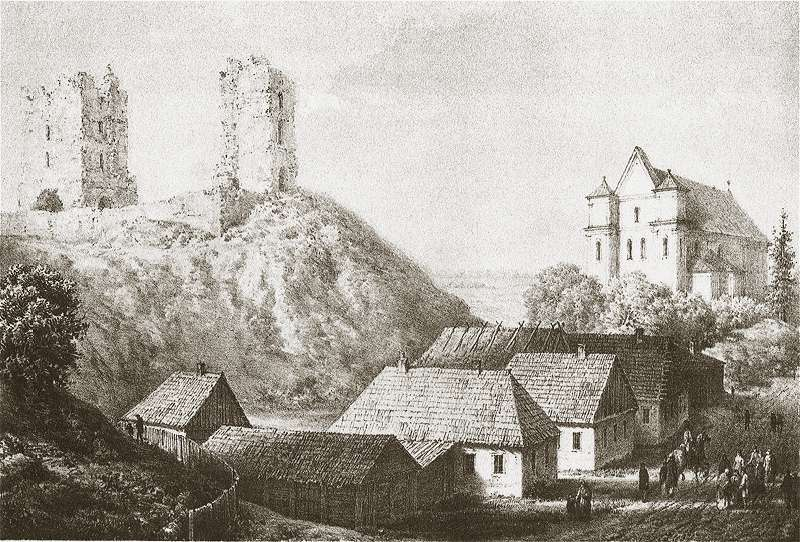
Ruiny zamku, zniszczonego w XVIII w. oraz fara Witoldowa po przebudowie w XVIII w. – widok z XIX w.

Pod koniec XVII w. szlachta z Nowogródka zwróciła się do króla z prośbą o zastąpienie w kancelarii Wielkiego Księstwa Litewskiego języka ruskiego językiem polskim. Sejm spełnił tę prośbę w 1696. W końcu XVII w. dodatkowe straty spowodowała wojna domowa pomiędzy rodem Sapiehów a ich przeciwnikami, trwająca do klęski wojsk sapieżyńskich pod Olkiennikami (1700).
Podczas wojny północnej nadeszły wojska szwedzkie, a później rosyjskie niszcząc miasto. Wielkie zniszczenia spowodował pożar w 1 maja 1751. 23 września 1784 do miasta przybył król Stanisław August Poniatowski, który wracając z Nieświeża, zwiedził miasto, ruiny zamku, sąd i archiwum grodzkie. Podczas wojny w obronie konstytucji 3 Maja, na początku czerwca 1792, Nowogródzkie zaatakowała 33-tysięczna armia carska Michała Kreczetnikowa. W połowie czerwca 1792 po porażce pod Mirem wojska polsko-litewskie, dowodzone nieudolnie przez zdrajcę, księcia Ludwika Wirtemberskiego wycofały się przez Nowogródek do Grodna. Jako ostatni żołnierze Rzeczypospolitej opuścili Nowogródek Tatarzy z korpusu jazdy generała Bielaka, uprzednio bohatersko broniący przed Rosjanami przeprawy nad Niemnem pod Stołpcami.

### Okres zaborów

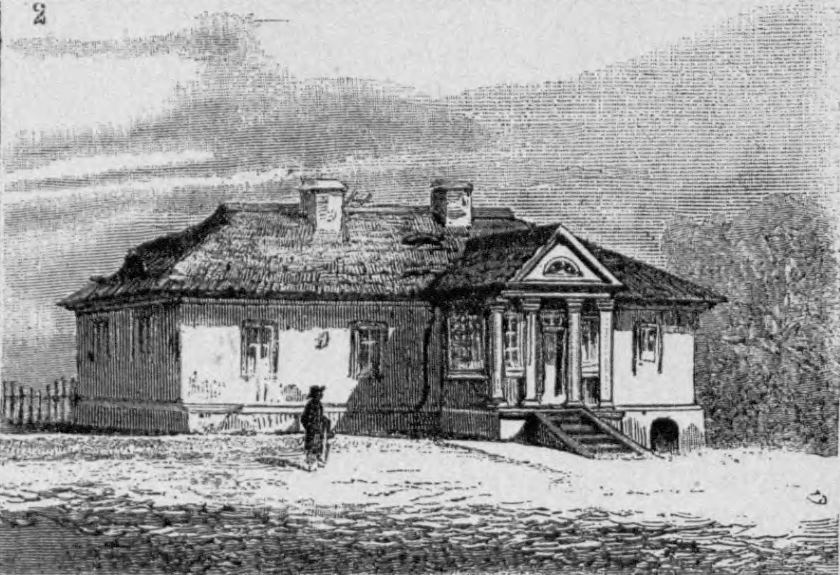
Dom Adama Mickiewicza w XIX w.

W 1795 Nowogródek został zagarnięty przez Rosję w III rozbiorze Rzeczypospolitej. Ziemie powiatu nowogródzkiego przyłączono początkowo do powiatu nieświeskiego, następnie słuckiego guberni mińskiej, następnie litewskiej (1796), grodzieńskiej (1801) i ponownie mińskiej (1843). 12 lutego 1799 w farze nowogrodzkiej ksiądz Antoni Postlett ochrzcił Adama Bernarda, syna Mikołaja i Barbary z Majewskich Mickiewiczów, urodzonego 24 grudnia 1798 w pobliskim Zaosiu (choć niektóre źródła jako miejsce urodzenia poety podawały sam Nowogródek). W bocznej kaplicy kościoła znajduje się do dzisiaj uwieczniony przez Mickiewicza w inwokacji „Pana Tadeusza” cudowny obraz Matki Bożej Nowogródzkiej. W końcu XVIII w. do Żydów należało 27% budynków.

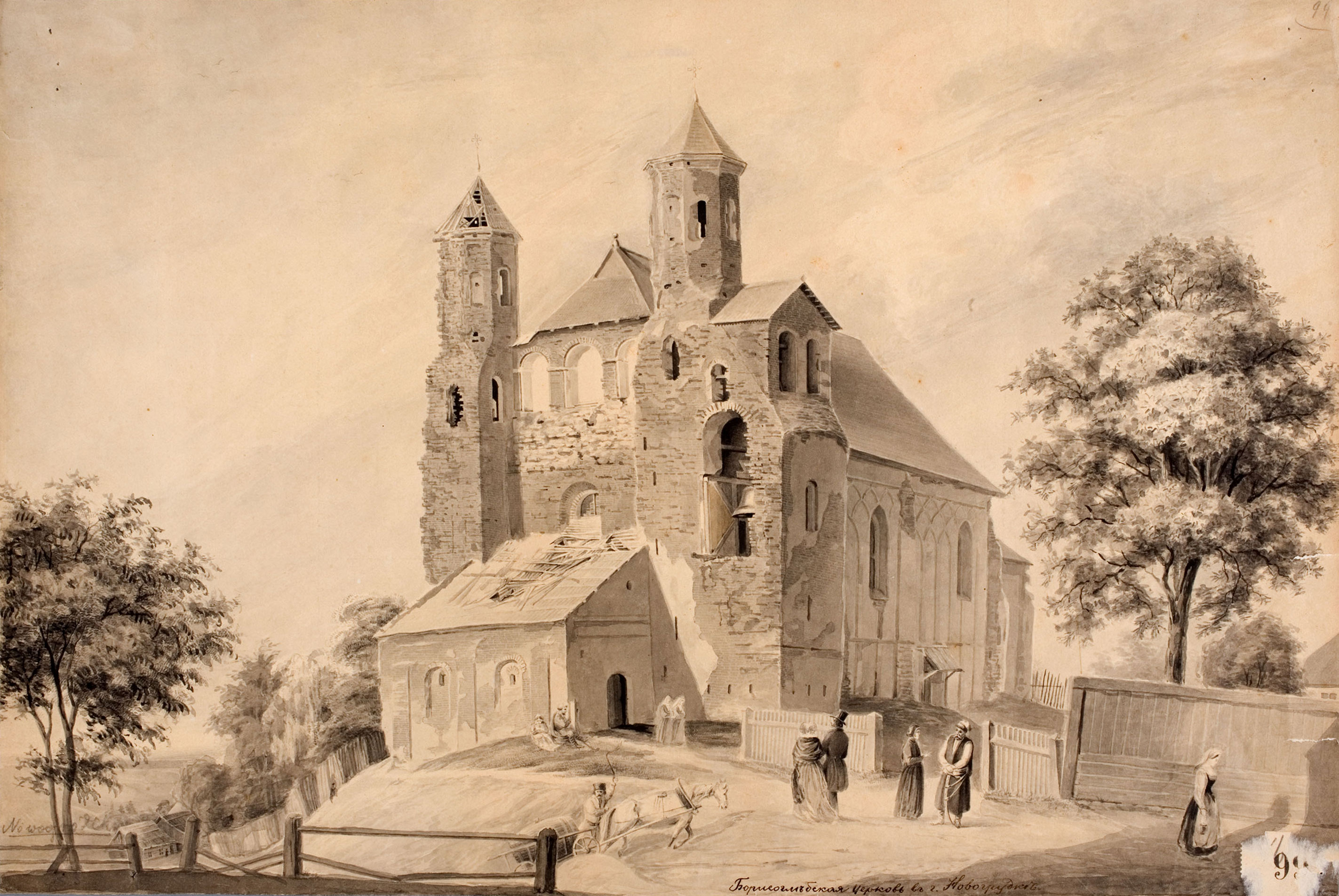
Cerkiew św. Borysa i Gleba. Rys. Napoleona Ordy z XIX w.

Podczas wielkiej wojny Napoleona z Rosją w 1812 do Nowogródka powróciły polskie wojska. Rozlokował się w mieście sztab księcia Hieronima Bonaparte wraz z księciem Józefem Poniatowskim (przy ul. Grodzieńskiej) oraz generałem Janem Dąbrowskim (w Horodziłówce). W październiku 1812 odwrót armii Napoleona spowodował ponowne przejście pod władzę rosyjską, trwającą ponad sto lat. Miasto w 1817 liczyło 1600 mieszkańców, w tym 45% Żydów, 35% Polaków oraz 20% Tatarów. Posiadający własny meczet Nowogródek aż do II wojny światowej pozostał ważnym ośrodkiem dla Tatarów, którzy osiedlili się w nim jeszcze za czasów wielkiego księcia Witolda.
W 1863 w powstaniu styczniowym oddziałem tego powiatu dowodził ksiądz wikary Felicjan Łaszkiewicz (1838–1878). Represje po powstaniu styczniowym wobec Polaków spowodowały m.in. likwidację (1868) niedawno powstałego (1858) gimnazjum i zastąpienie go (1868) szkołą czteroklasową. Na masową skalę zamieniano na cerkwie prawosławne zarekwirowane kościoły katolickie i cerkwie zlikwidowanego przez carat Kościoła unickiego (greckokatolickiego). W końcu XIX w. liczył 12 tys. mieszkańców, w tym 8000 Żydów, 2200 Polaków, 1200 Tatarów oraz 500 Białorusinów. Najważniejszym wydarzeniem gospodarczym pozostawał jarmark z 19 marca, na którym sprzedawano głównie konie i bydło.

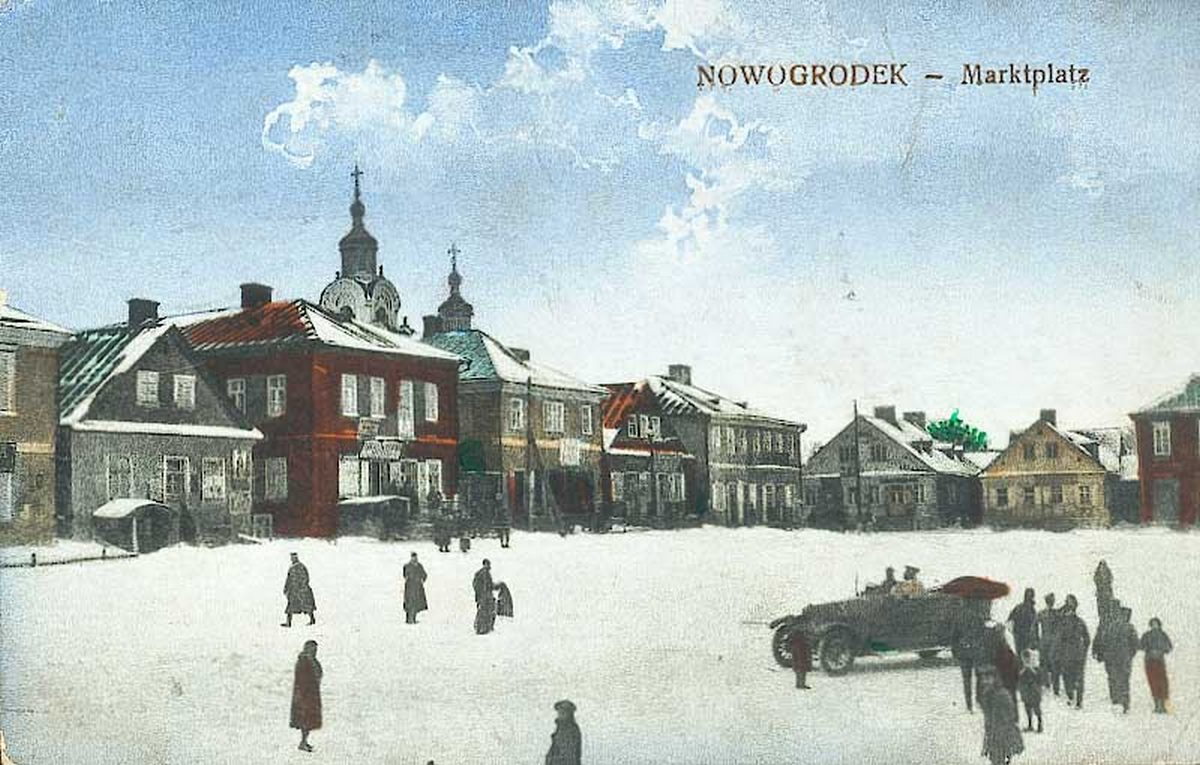
Rynek w 1917 roku

W latach 1907–1909 w mieście działało koło prowincjonalne Polskiego Towarzystwa „Oświata” w Mińsku, które zajmowało się wspieraniem polskiej edukacji. W 1909, w czasie wyborów samorządowych, do rady miejskiej zostało wybranych 7 Polaków, 4 Rosjan, 1 Żyd i 3 przedstawicieli innych narodowości. Podczas I wojny światowej, 22 września 1915, Nowogródek został zajęty przez oddziały 10 armii niemieckiej. Front rosyjsko-niemiecki przebiegał odtąd zaledwie 20 km na wschód od miasta – wzdłuż rzeki Serweczy. Niemcy zbudowali elektrownię oraz sieć kolejek wąskotorowych i linii telefonicznych. W całym powiecie zezwolono na założenie 14 polskich szkół.
Dom Mickiewicza zajął niemiecki dowódca XVII Rezerwowego Korpusu Armijnego, generał piechoty Reinhard von Scheffer-Boyadel. W związku z bliskością frontu do Nowogródka przyjeżdżali m.in. marszałek Paul von Hindenburg oraz król Ludwik bawarski. 27 grudnia 1918 kawaleria niemieckiej armii opuściła Nowogródek po zagarnięciu wysokiej kontrybucji. Wieczorem do miasta weszli bolszewicy, witani owacyjnie przez część ludności żydowskiej i rosyjskiej. Wkrótce została aresztowana część polskich działaczy, a w marcu 1919 roku bolszewicy zamordowali część z nich w ruinach zamku.

### II Rzeczpospolita

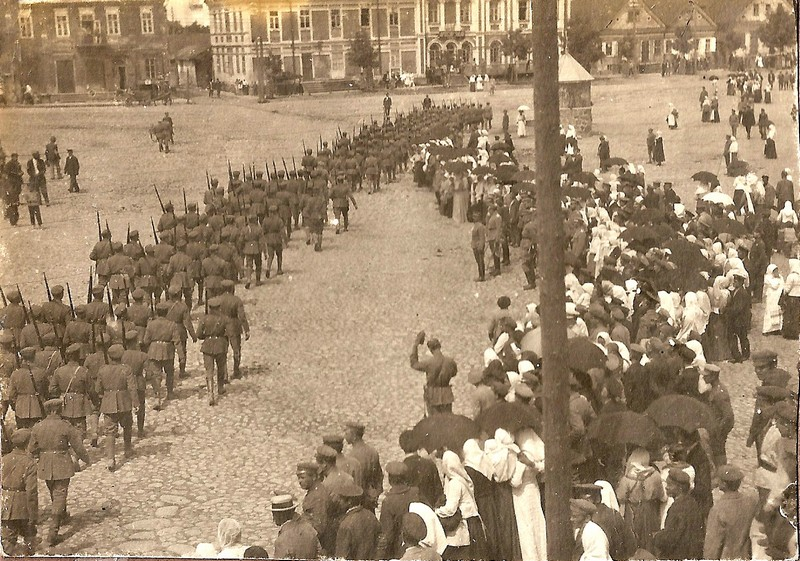
Szwadron Kawalerii 10 Pułku Ułanów Litewskich w Nowogródku w 1919

Od połowy marca 1919 w okolicach Nowogródka zaczęły pojawiać się oddziały Wojska Polskiego. 18 kwietnia 1919 o świcie, po kilkugodzinnej walce, żołnierze 2 Kowieńskiego Pułku Strzelców majora Leona Łady-Zawistowskiego i dwa szwadrony 10 Pułku Ułanów zdobyły miasto. W walkach po stronie Armii Czerwonej brało udział wielu Polaków-komunistów z Zachodniej Dywizji Strzelców. W wyniku odbicia miasta Wojsko Polskie zdobyło duże składy materiału wojennego i amunicji, a także wzięło ok. 300 jeńców. Front polsko-bolszewicki zatrzymał się na parę miesięcy wzdłuż linii dawnych okopów niemieckich nad rzekami Serwecz i Uszą.

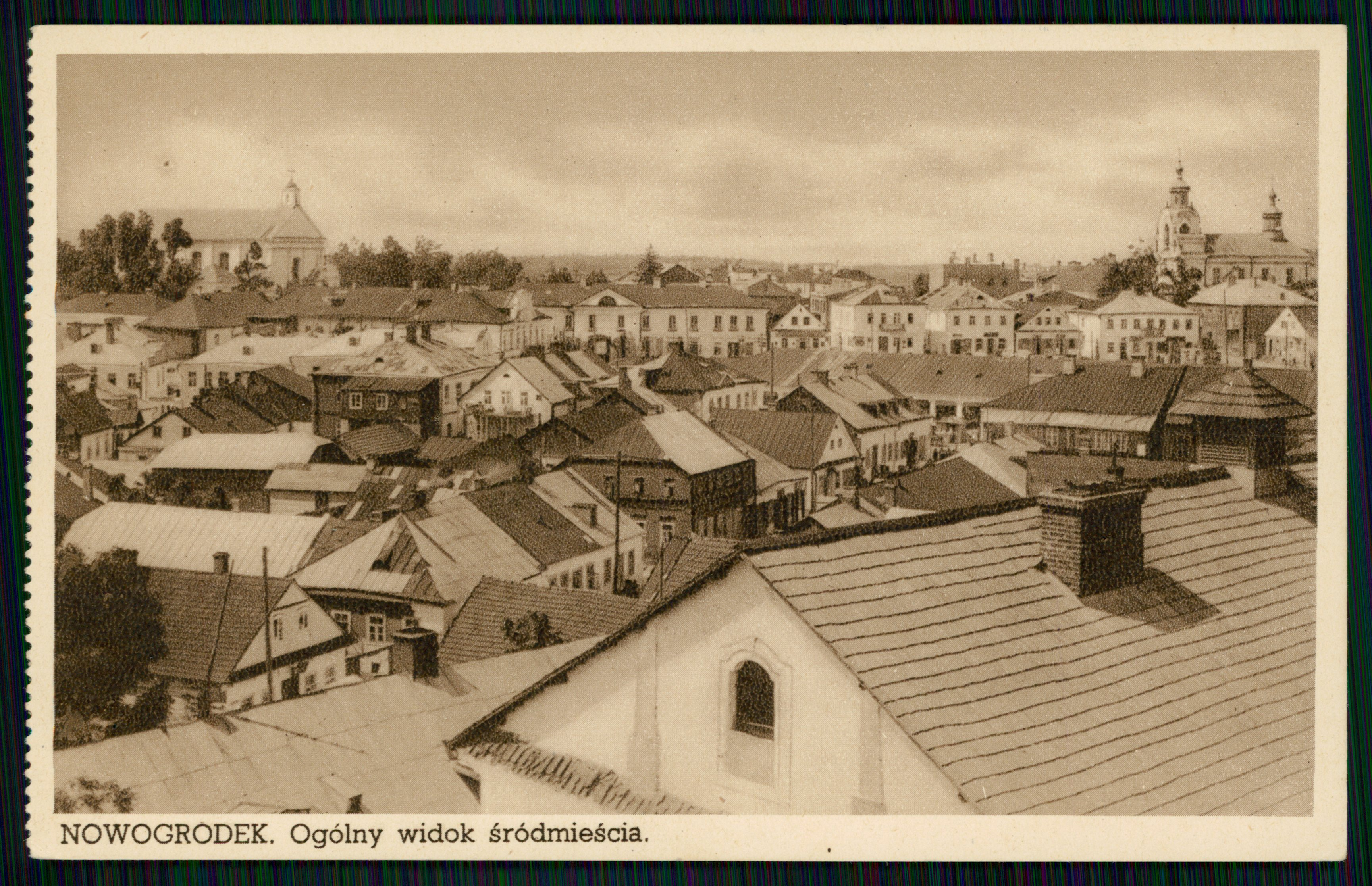
Śródmieście za czasów międzywojennej Polski

Rankiem 19 lipca 1920 bolszewicy zajęli Nowogródek. Po zwycięstwie w bitwie warszawskiej i operacji niemeńskiej 1 października 1920 roku wojska polskie znowu odzyskały miasto. Były to 1 i 5 pułk Legionów oraz 16 pułk piechoty oraz trzy baterie 1 pułku artylerii Legionów. Władze cywilne ze starostą p. Józefem Jellinkiem na czele zjechały i zaczęły urzędowanie 3 listopada. Tradycje Trybunału W. Ks. Litewskiego wskrzesił Sąd Okręgowy w Nowogródku otwarty 11 stycznia 1921 w gmachu mieszczącym dawniej rosyjską szkołę powiatową.
Nowogródek został stolicą województwa, będąc najmniejszym miastem wojewódzkim II Rzeczypospolitej i faktycznie pozostając miasteczkiem. Rzeczywistym centrum komunikacyjnym i gospodarczym Nowogródczyzny były jednak Baranowicze. Pierwszym wojewodą nowogródzkim (1921–1924) został p. Władysław Raczkiewicz, późniejszy (1939–1947) prezydent Rzeczypospolitej. 13 maja 1922 Nowogródek gościł sędziwego syna Adama Mickiewicza – Władysława, a 30 października 1922 byłego Naczelnika Państwa marszałka Józefa Piłsudskiego. 1 listopada tego roku poświęcono odbudowaną farę. W kolejnych latach przebudowano dawną elektrownię na teatr miejski. Miasto gościło także prezydentów Rzeczypospolitej: Stanisława Wojciechowskiego (25–27 maja 1924) oraz Ignacego Mościckiego (wrzesień 1929).
W około 10-tysięcznym Nowogródku dominowali Żydzi stanowiący 50% mieszkańców, Polaków było 25%, Białorusinów 20%, a Tatarzy i inni stanowili 5% ludności. 11 września 1938 roku, po wyremontowaniu rodzinnego domu Mickiewicza, wcześniej spalonego (1881) i odbudowanego (1887) otwarto Muzeum Adama Mickiewicza, zawierające m.in. fotel poety, notatki i książki oraz akta sądowe ojca. Wszystko uległo zniszczeniu 22 czerwca 1941, podczas niemieckiego bombardowania. Rewaloryzację muzeum (1986–1989) wykonały polskie firmy Budimex i Białostocki Kombinat Budowlany, a sfinansowały władze białoruskie.

Nowogródek w II Rzeczypospolitej:
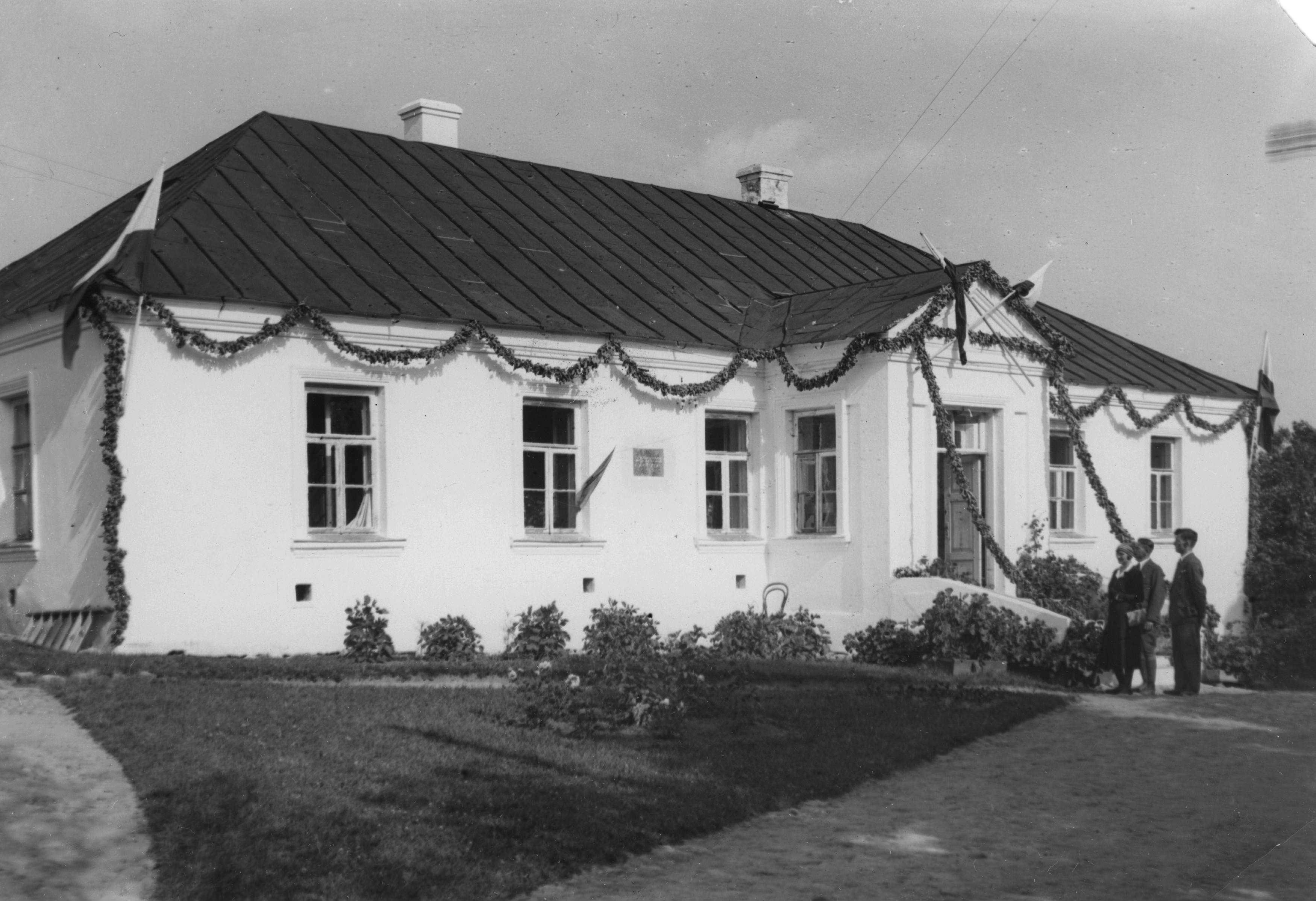
Dom Adama Mickiewicza
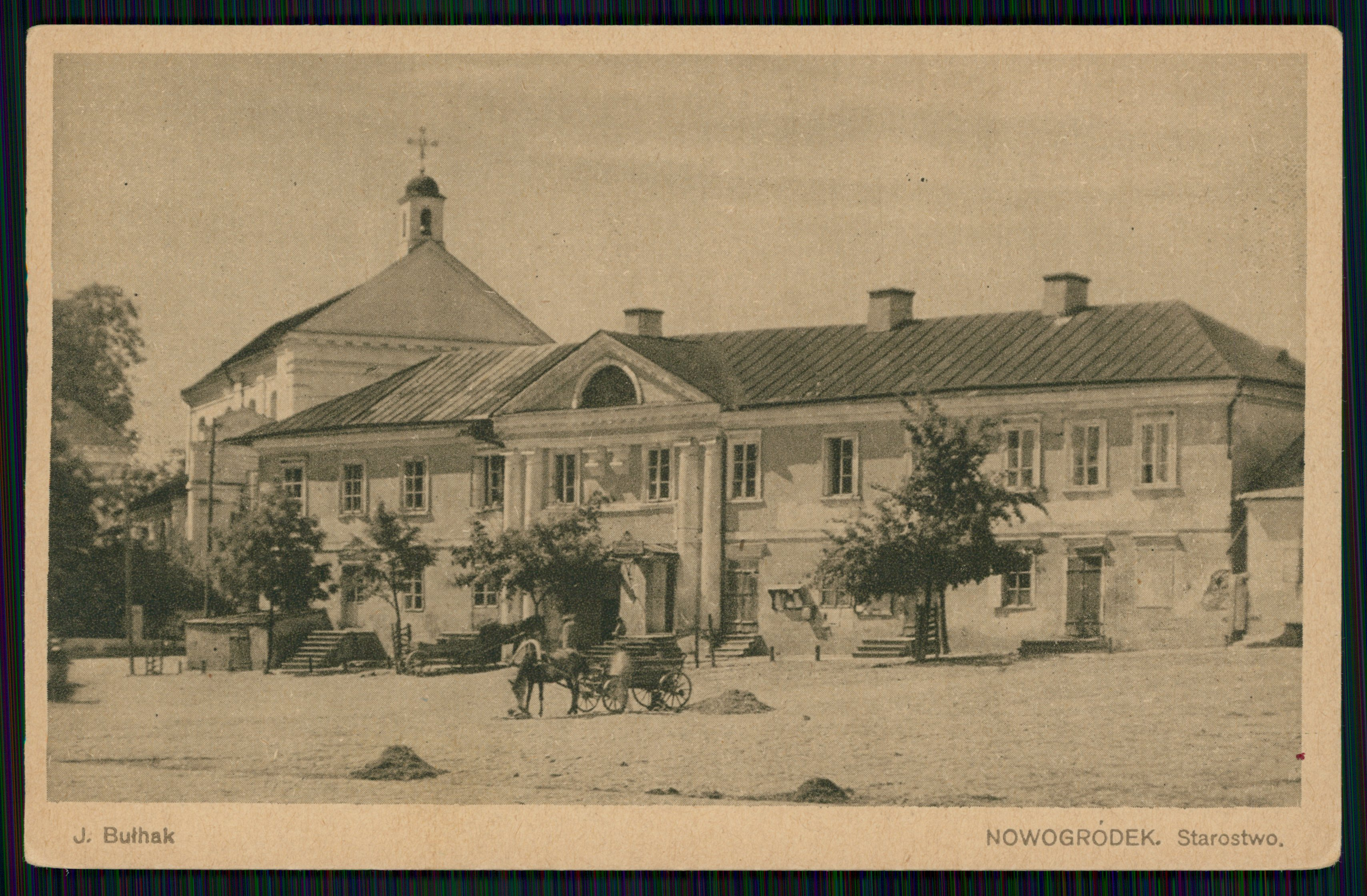
Starostwo (dawny pałac Radziwiłłów)
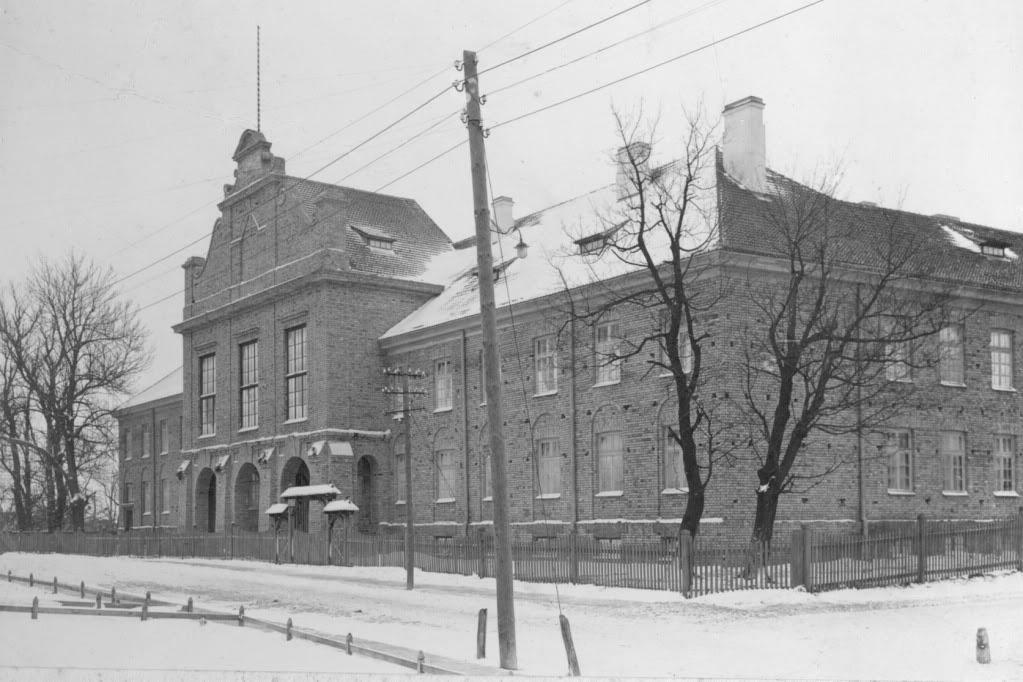
Urząd Wojewódzki
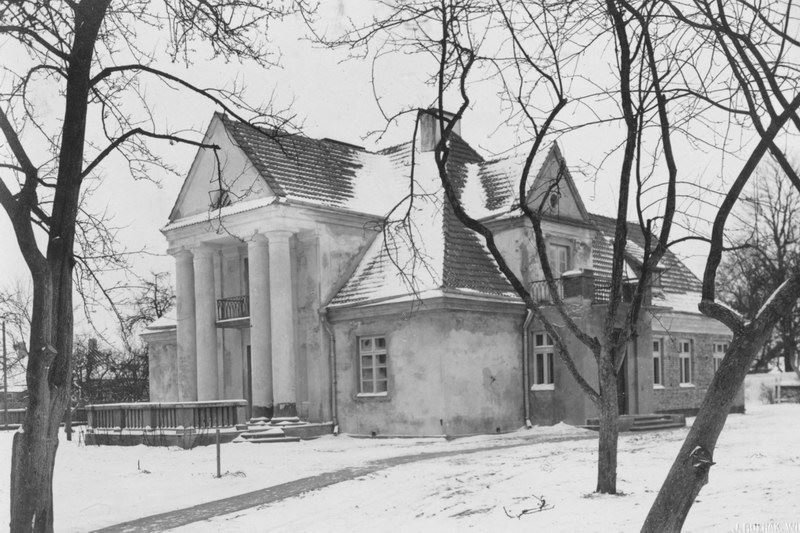
Dom wojewody
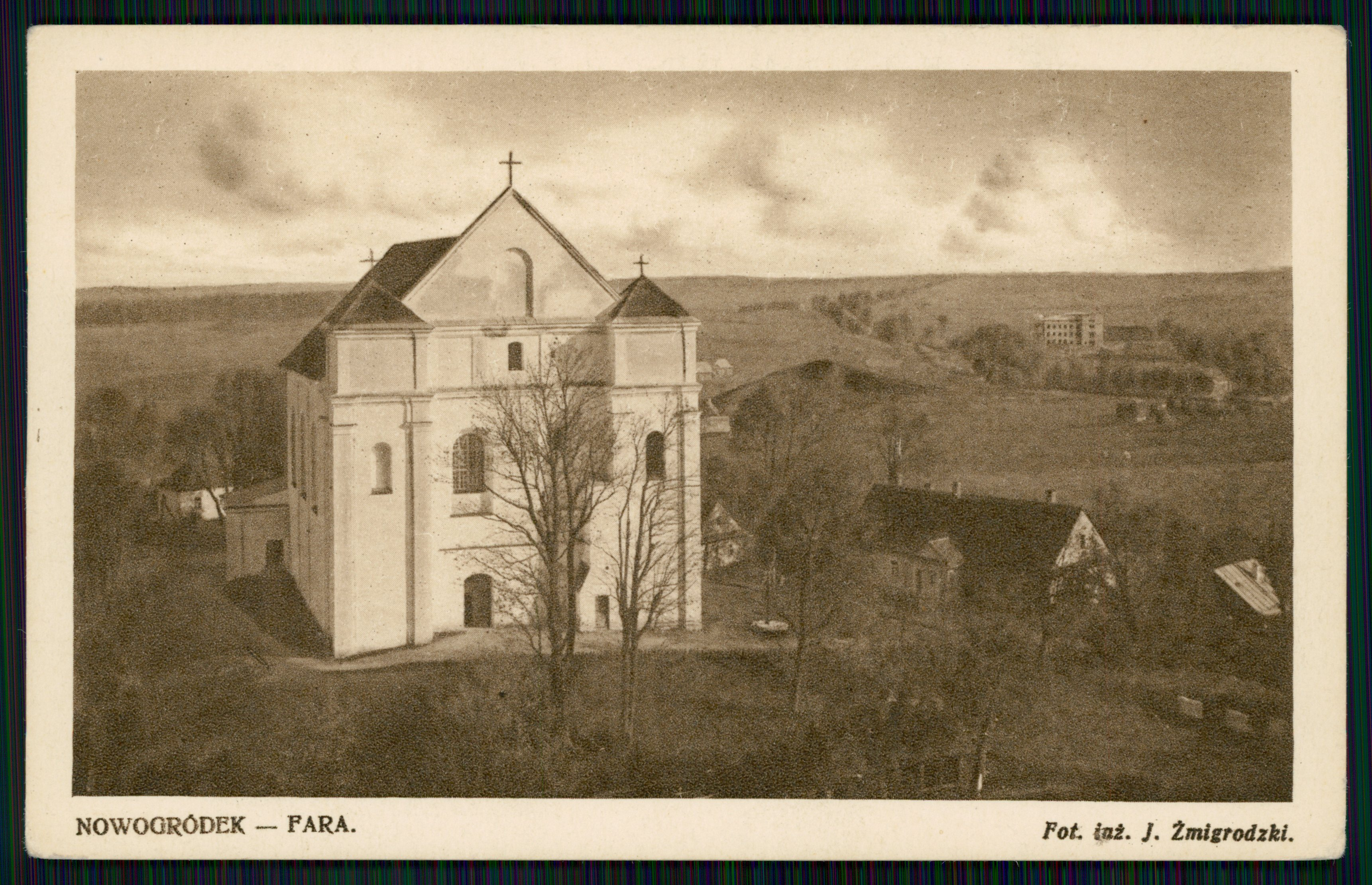
Fara Witoldowa
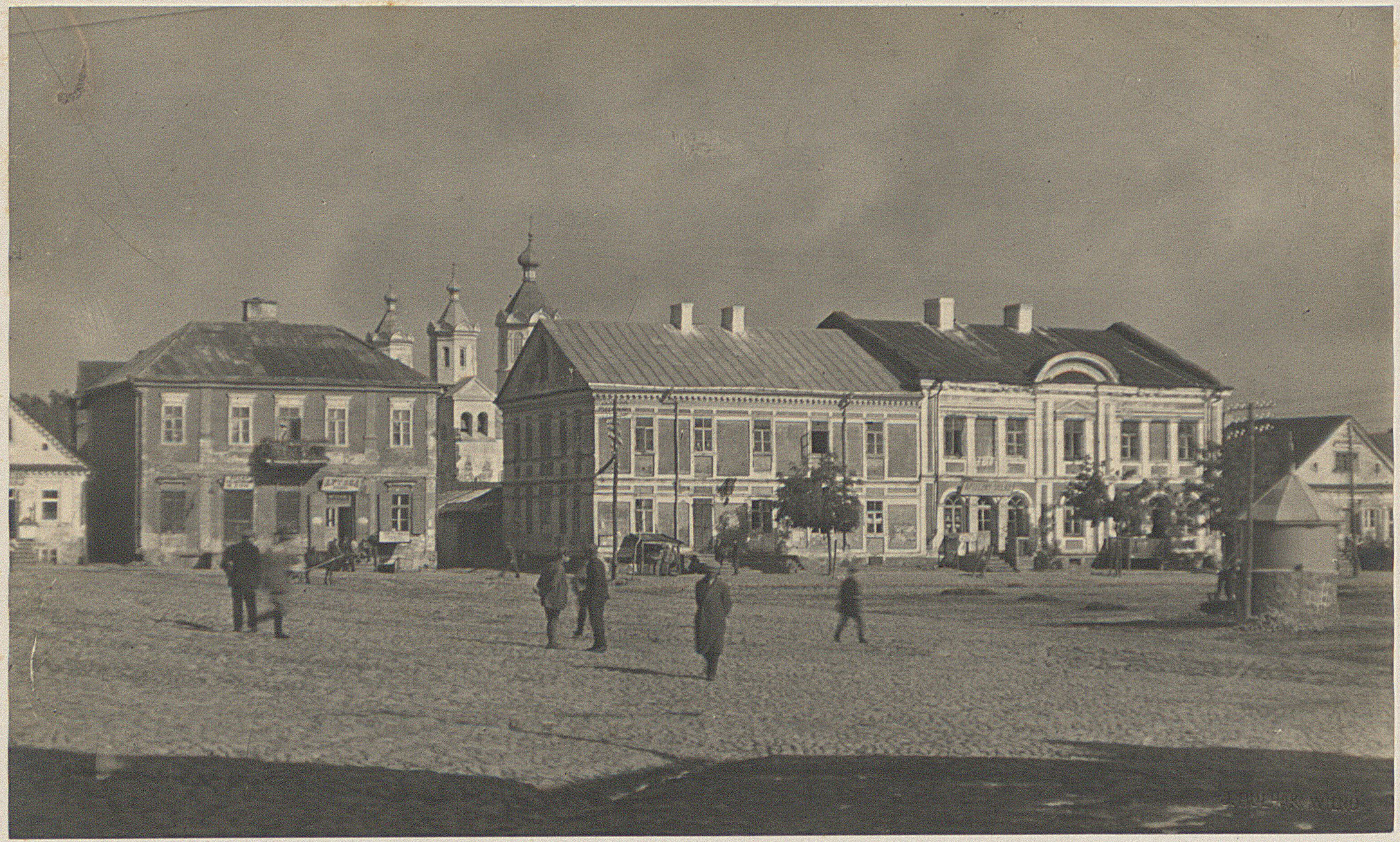
Rynek
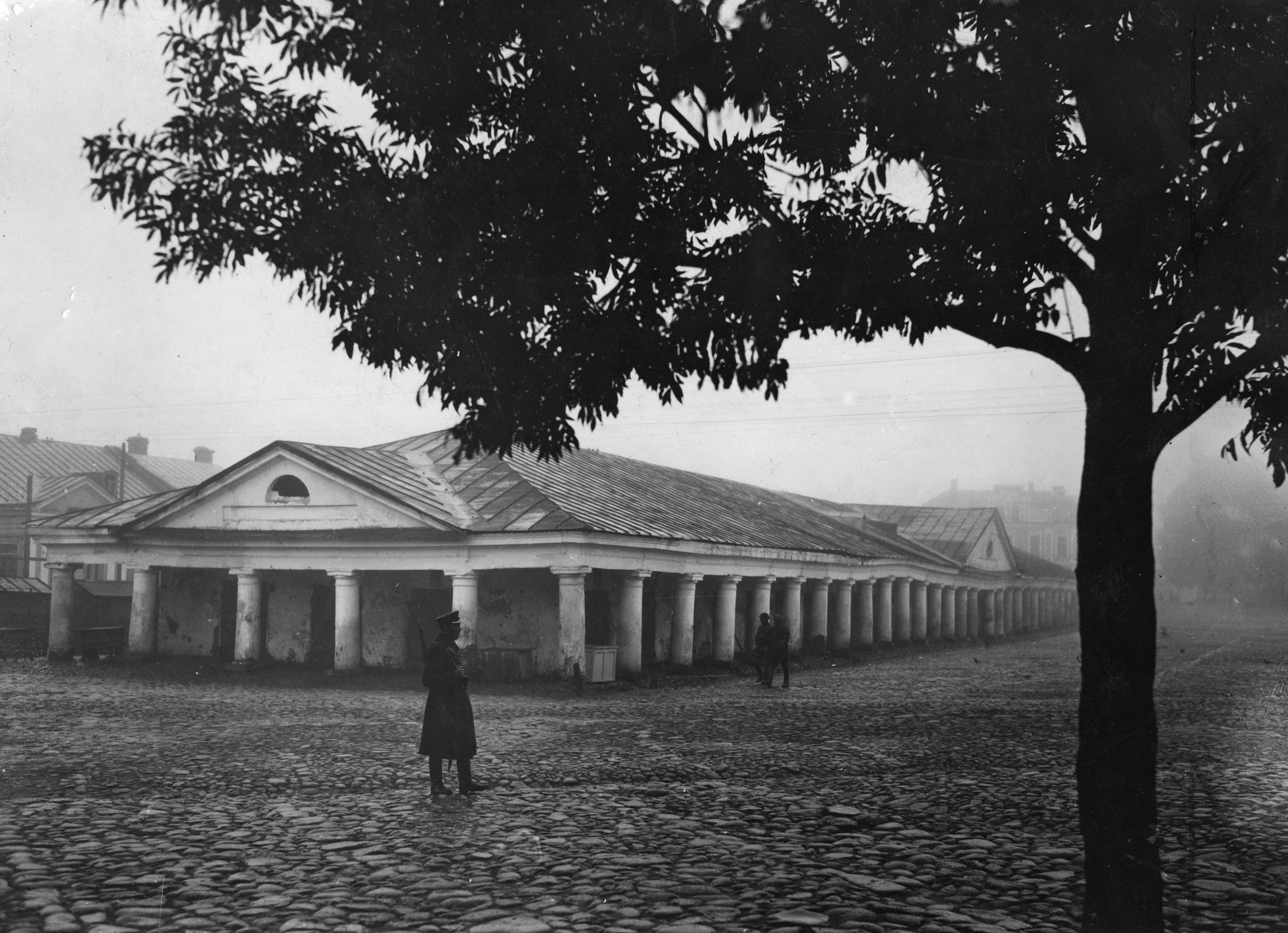
Sukiennice
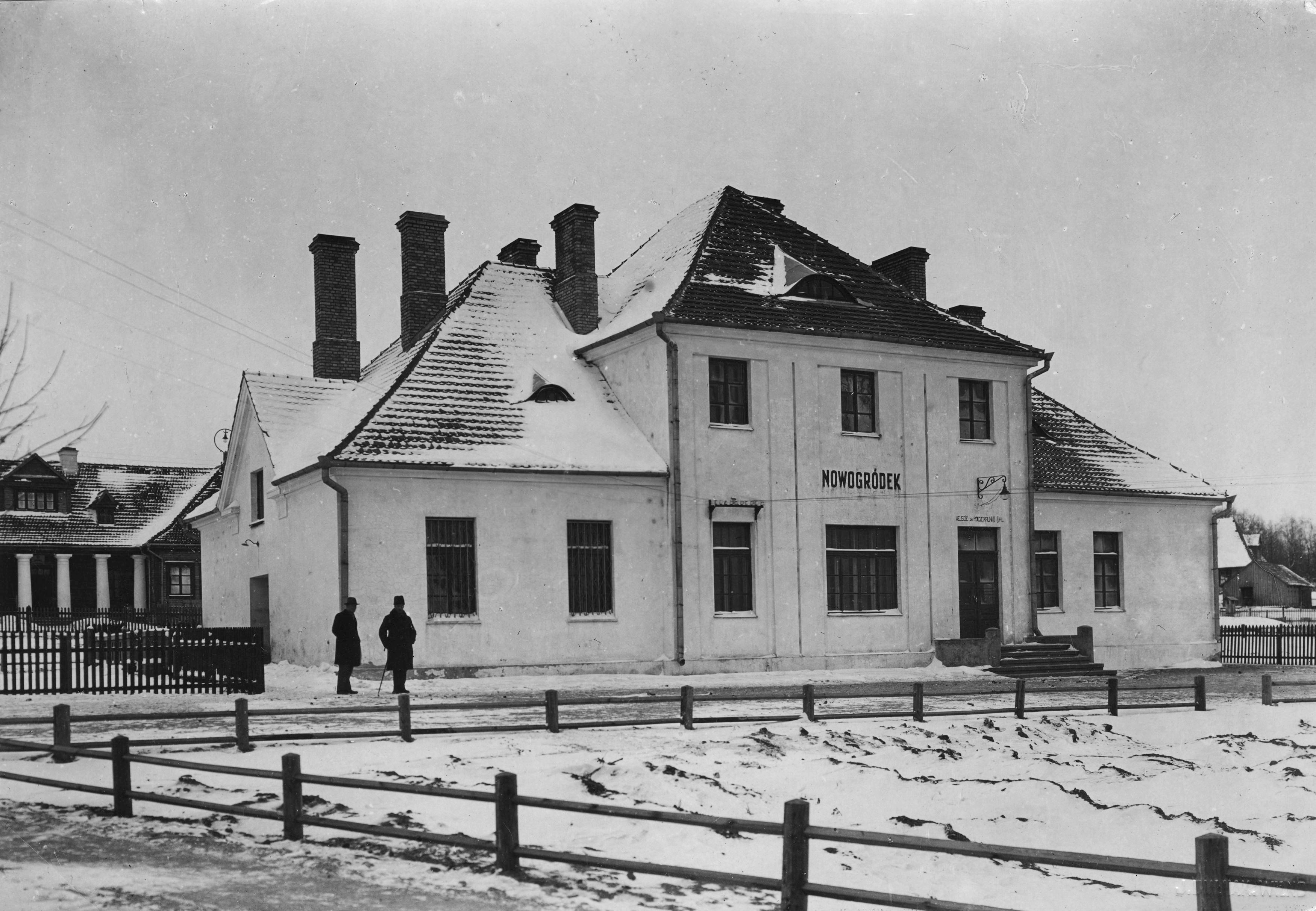
Dworzec kolejowy
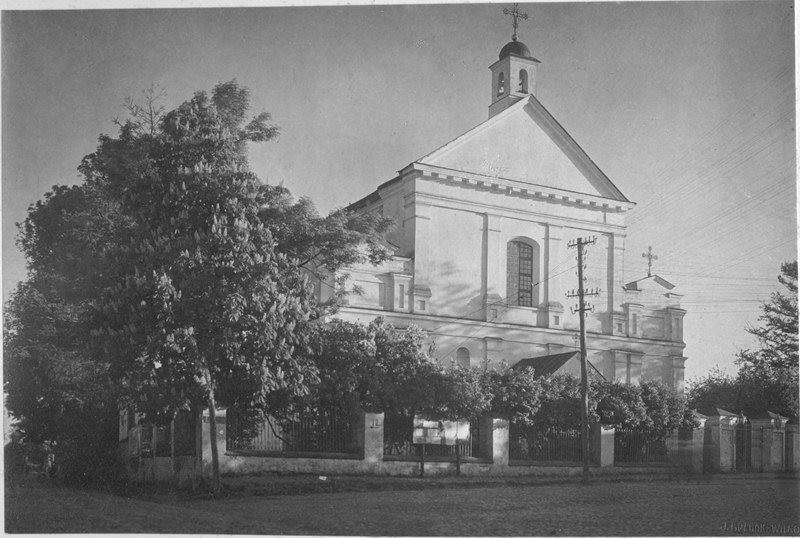
Kościół św. Michała (podominikański)
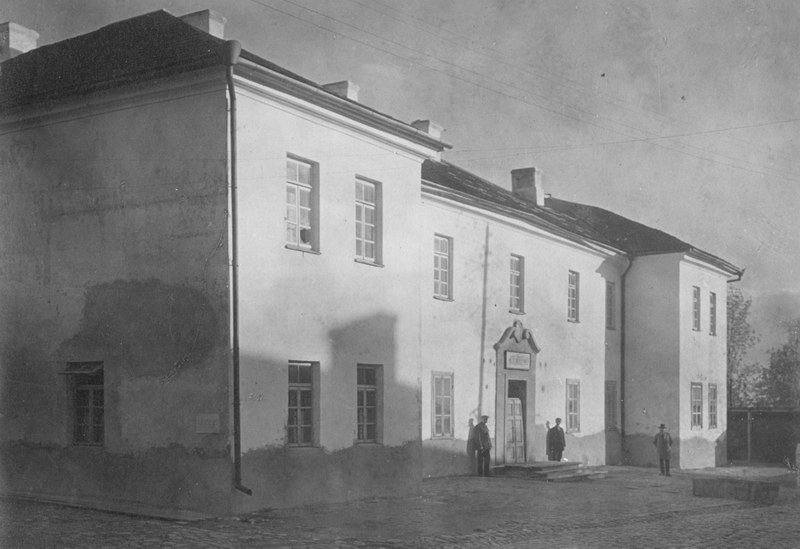
Dawny klasztor dominikanów
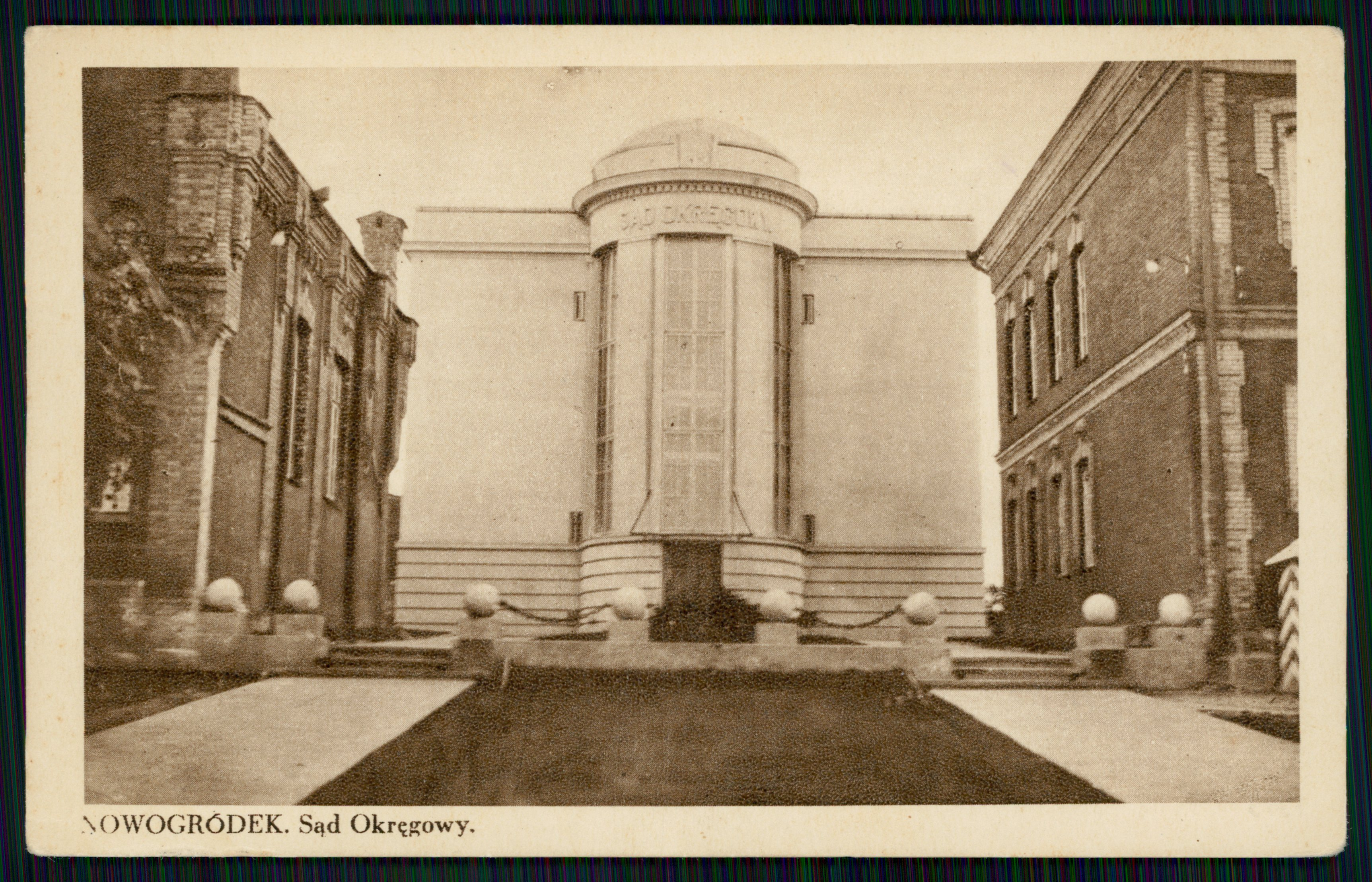
Sąd Okręgowy
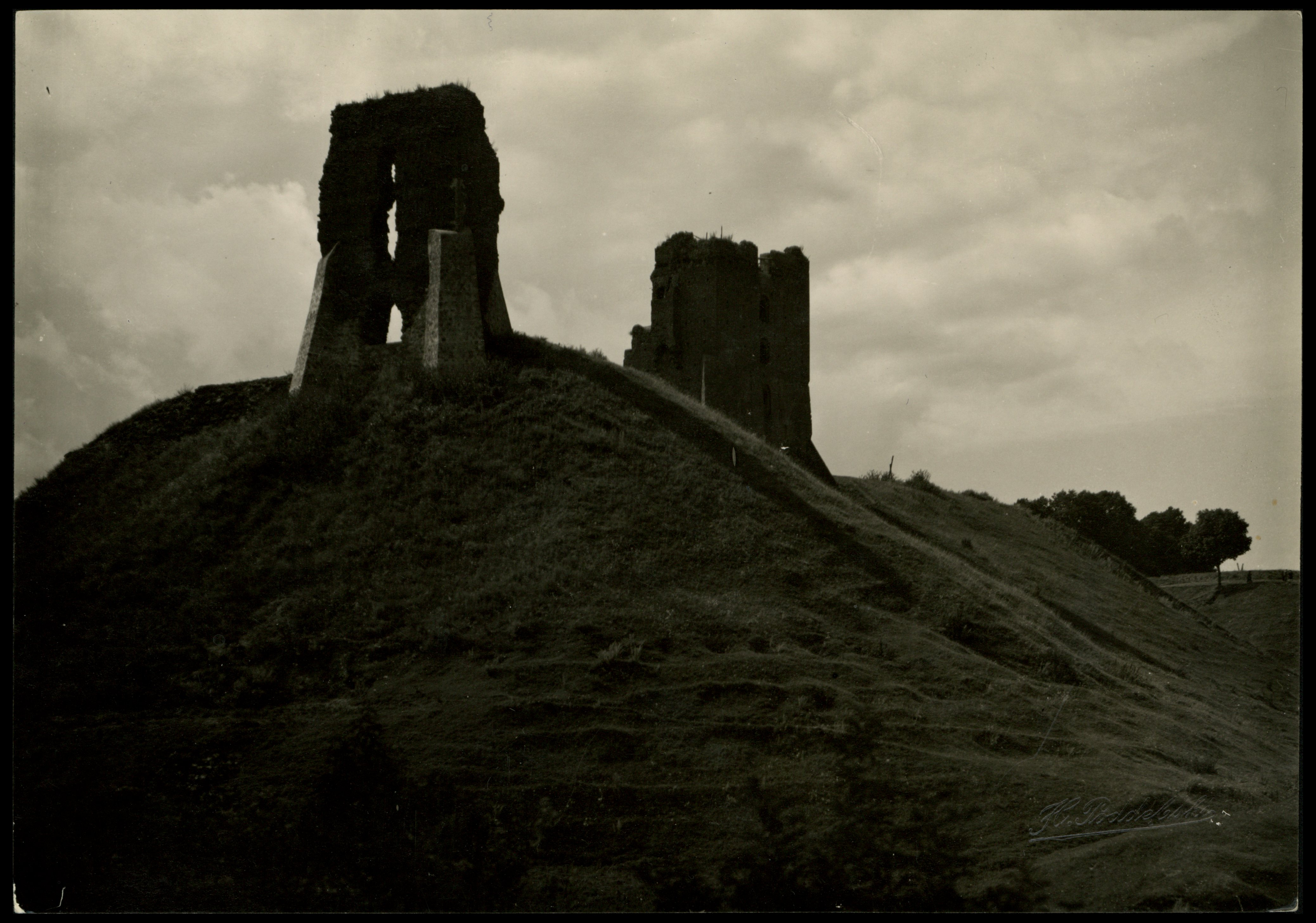
Pozostałości zamku
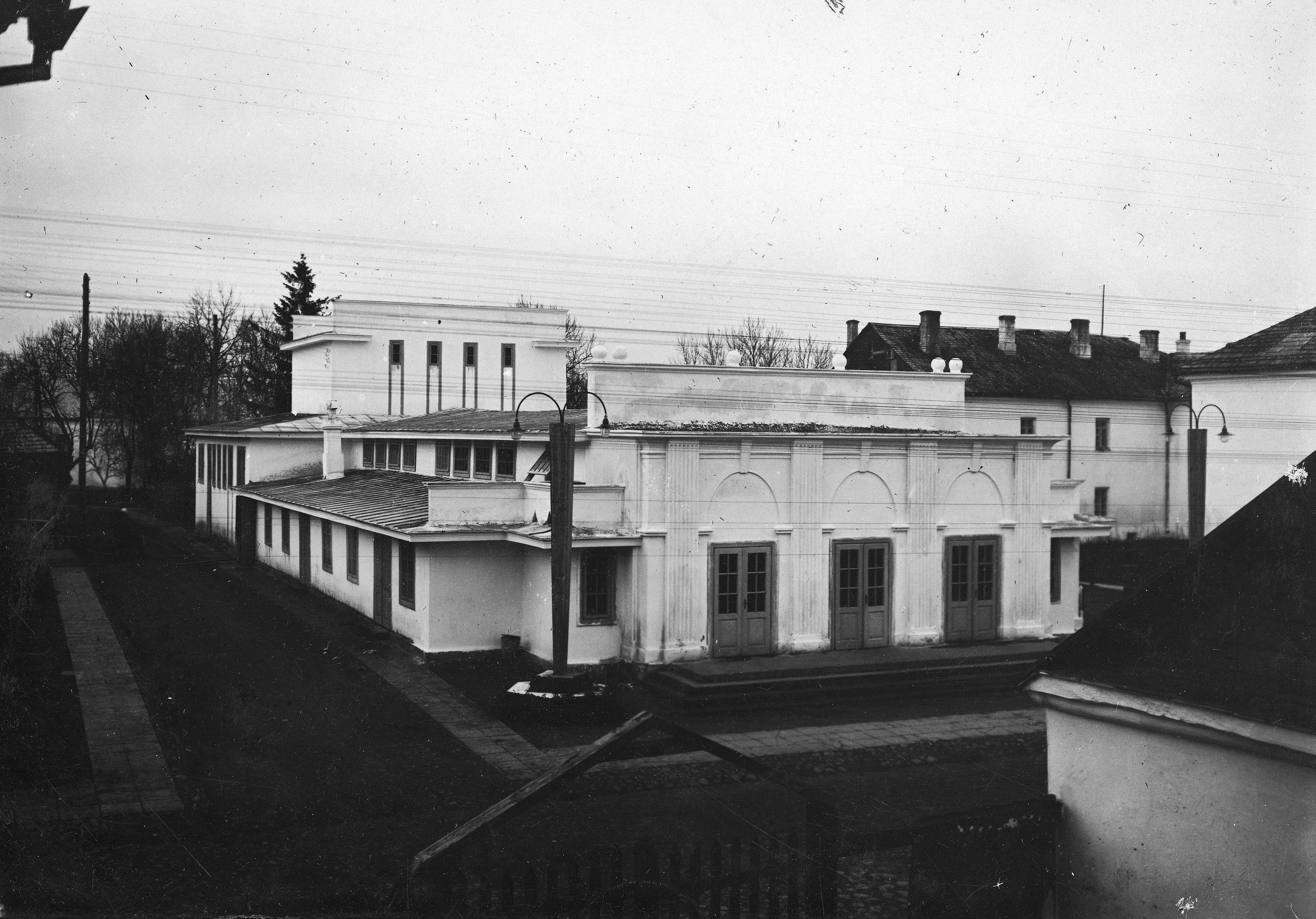
Teatr i kino
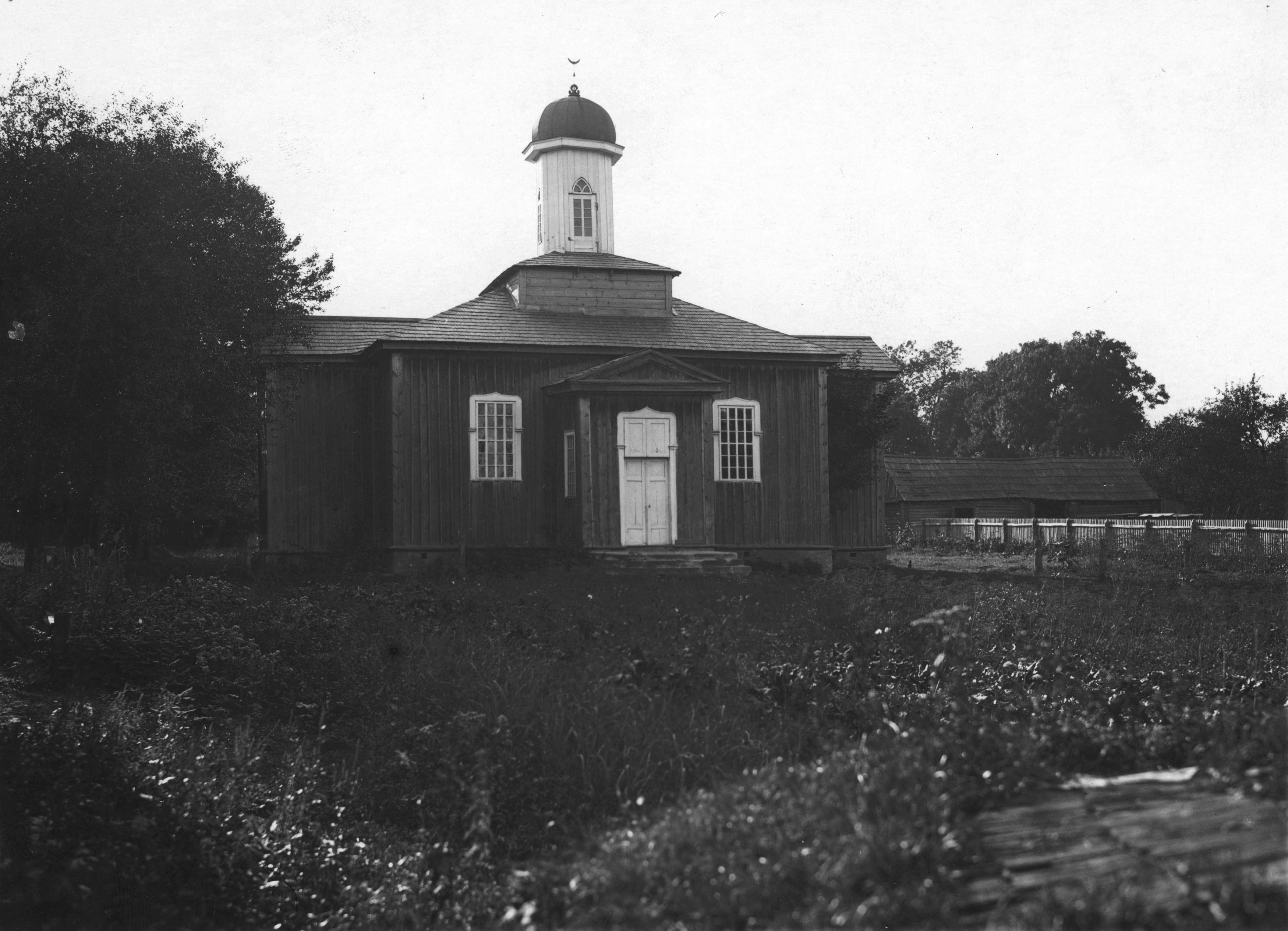
Meczet

### II wojna światowa
Podczas II wojny światowej, po 17 września 1939, sowieckie bombowce początkowo zrzucały nad miastem pisane łamaną polszczyzną ulotki, zapowiadające niedługie wyzwolenie „z pańskiego gniota” od dotychczasowych panów i ciemięzców. Następnie zaczęła się okupacja radziecka, podczas której w kilku akcjach wywożono na wschód Polaków.

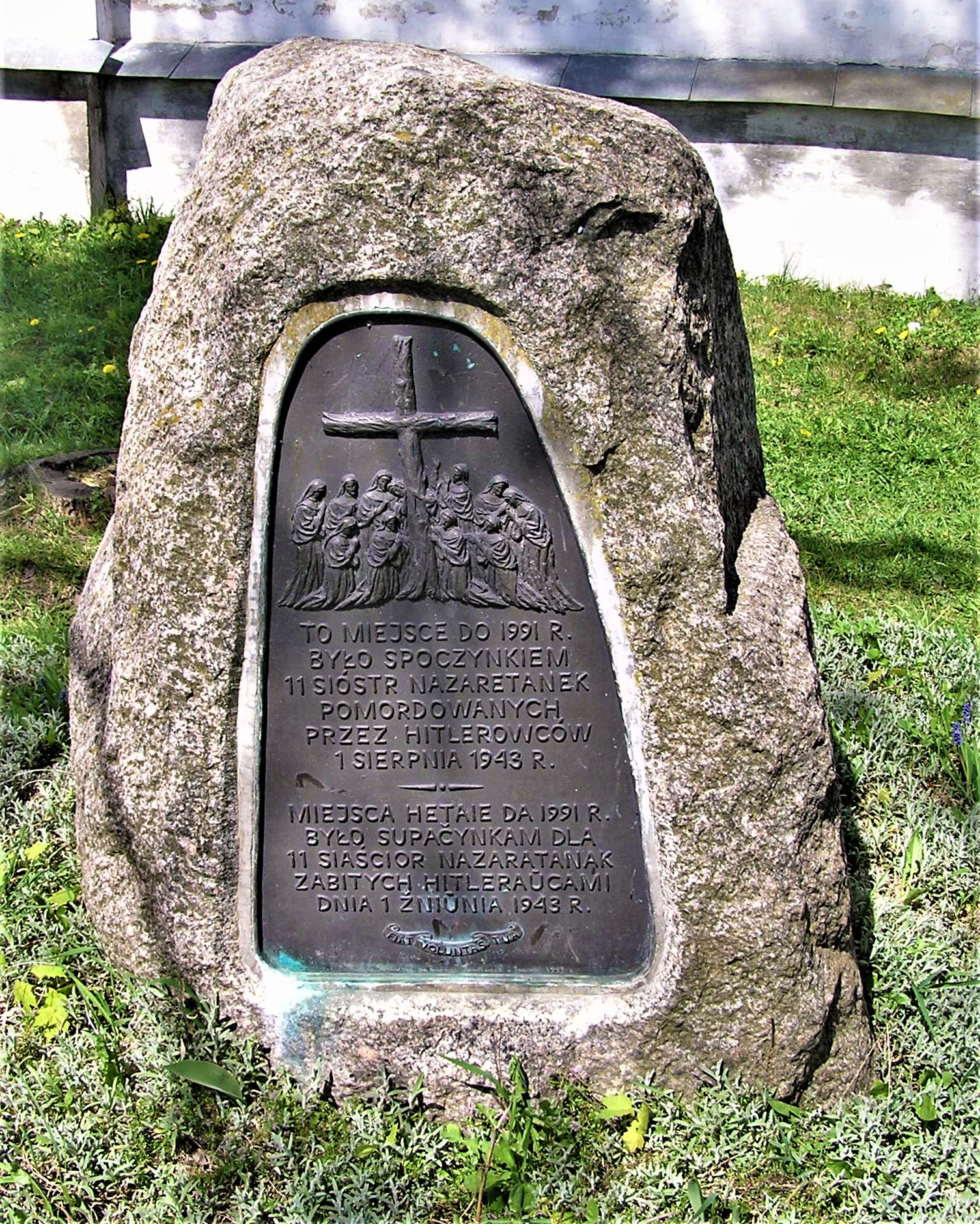
Kamień upamiętniający zakonnice rozstrzelane przez Niemców w 1943 roku

Po wcześniejszych bombardowaniach lotniczych, w wyniku których zburzone zostały Pałac Radziwiłłów i hale targowe, 6 lipca 1941 Nowogródek został zajęty przez wojska niemieckie. Nowogródek znalazł się w granicach Generalbezirk Weissruthenien należącego do Komisariatu Rzeszy Ostland. Podczas okupacji niemieckiej rozwinął się polski ruch oporu. W połowie grudnia 1943 z Okręgu Białostockiego wydzielono Okręg Nowogrodzki Armii Krajowej. Siedzibą władz Okręgu AK była Lida, gdzie rezydowali Delegaci Rządu RP na województwo nowogródzkie Jan Trzeciak „Aleksander” i Marian Jankowski „Habdank”.
Podczas okupacji hitlerowskiej, 7 grudnia 1941 roku Niemcy utworzyli getto dla żydowskich mieszkańców. Przebywało w nim około 1200 osób. 7 sierpnia 1942 roku Niemcy zlikwidowali getto, a Żydów zamordowano w okolicznych lasach. Sprawcami zbrodni byli policjanci z 36. estońskiego batalionu policyjnego. Około 150 Żydów zdołało uciec z getta i większość wstąpiła do oddziału Bielskiego. 
Działalność partyzancka była pretekstem dla niemieckiej akcji pacyfikacyjnej „Hermann” od 13 lipca do 8 sierpnia 1943, wokół Puszczy Nalibockiej. Spalono wówczas m.in. wioski Pohorełka i Zalesie. W nocy z 17 na 18 lipca 1943 gestapo z Baranowicz dokonało w Nowogródku aresztowań ok. 120 Polaków. 31 lipca siostry ze Zgromadzenia Sióstr Najświętszej Rodziny z Nazaretu w Nowogródku zgłosiły się na Gestapo, by ofiarować swoje życie za 120 osób przeznaczonych do rozstrzelania. W niedzielę 1 sierpnia 1943, Niemcy rozstrzelali 11 sióstr Nazaretanek w lesie 5 km od Nowogródka. Ich szczątki zostały 19 marca 1945 ekshumowane i przeniesione do wspólnej mogiły przy nowogródzkiej farze. 5 marca 2000 zostały beatyfikowane przez papieża Jana Pawła II.
Latem 1944 oddziały Nowogródzkiego Podokręgu AK uczestniczyły w operacji „Ostra Brama”, walcząc wraz z armią sowiecką o oswobodzenie z rąk niemieckich Wilna. Niedawni sojusznicy okazali się wnet nowymi okupantami, mordującymi Polaków, tak jak Niemcy. 21 sierpnia 1944 w Surkontach na skraju Puszczy Bersztowskiej zginął w walce z dziesięciokrotnie większymi, sowieckimi oddziałami NKWD dowódca Nowogródzkiego Podokręgu AK, ppłk Maciej Kalenkiewicz „Kotwicz” (1906–1944) z oddziału Hubala. Jesienią 1943 ppor. Wojska Polskiego, narodowości białoruskiej Barys Rahula stworzył za zgodą niemieckich władz policyjnych samodzielny szwadron białoruski, który zajmował się zwalczaniem sowieckiej partyzantki. W lutym 1944 w Nowogródku sformowano 65 batalion wartowniczy białoruskiej policji (65 Weissruthenische-Schuma-Wachbataillon).
W czasie niemieckiej okupacji w Nowogródku działała podziemna polska szkoła. Siostra Maria Kanizja (Eugenia Machiewicz) ze Zgromadzenia Sióstr Najświętszej Rodziny z Nazaretu zorganizowała na prośbę rodziców polskich dzieci tajne nauczanie języka polskiego i historii. Zajęcia odbywały się w domach prywatnych, a liczba uczniów nie przekraczała 50. Wiosną 1943 dzieci przygotowywane były do przyjęcia pierwszej komunii. Szkoła została wykryta przez Białorusinów, którzy złożyli doniesienie do oficera żandarmerii – Pańkowa. Ten jednak miał przychylny stosunek do Polaków i donos zignorował. Wkrótce doniesienie zostało powtórzone do Gestapo. 31 lipca 1943 s. Maria Kanizja i 10 innych zakonnic zostało aresztowanych z polecenia „Gebiets-komisarza”, a następnie, 1 sierpnia 1943 roku około godziny 4, rozstrzelanych w lesie 5 km od Nowogródka.

### Okres powojenny

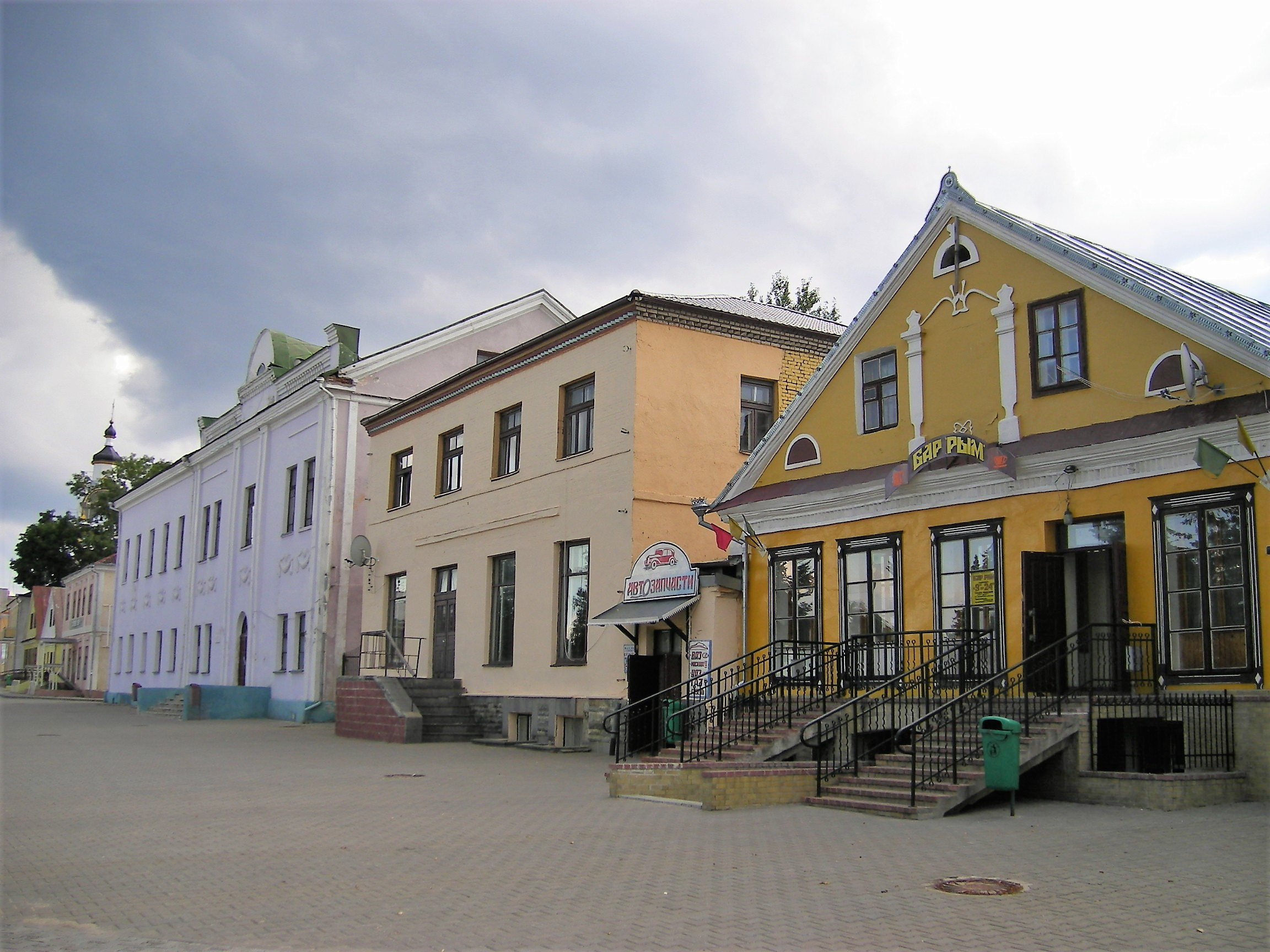
Kamienice przy Rynku

Po II wojnie Nowogródek, wraz z całymi Kresami Wschodnimi, został odłączony od Polski. Wówczas większość Polaków zamieszkujących miasto i region, została wywieziona na Ziemie Odzyskane. W latach 1945–1990 należał do ZSRR. Muzeum Adama Mickiewicza, które zostało założone za czasów polskiego Nowogródka w 1931 r., zostało ponownie otwarte w 1955 r. (w setną rocznicę śmierci Adama Mickiewicza). Muzeum później zostało zrekonstruowane z pomocą polskiej firmy. Od 1991 r. jest częścią niepodległej Białorusi w obwodzie grodzieńskim. Polacy w Nowogródku stanowią dzisiaj, według szacunków, około 10–15% wszystkich mieszkańców miasta. Natomiast w samym rejonie nowogródzkim Polaków jest około 5% całej populacji rejonu.

## Zabytki

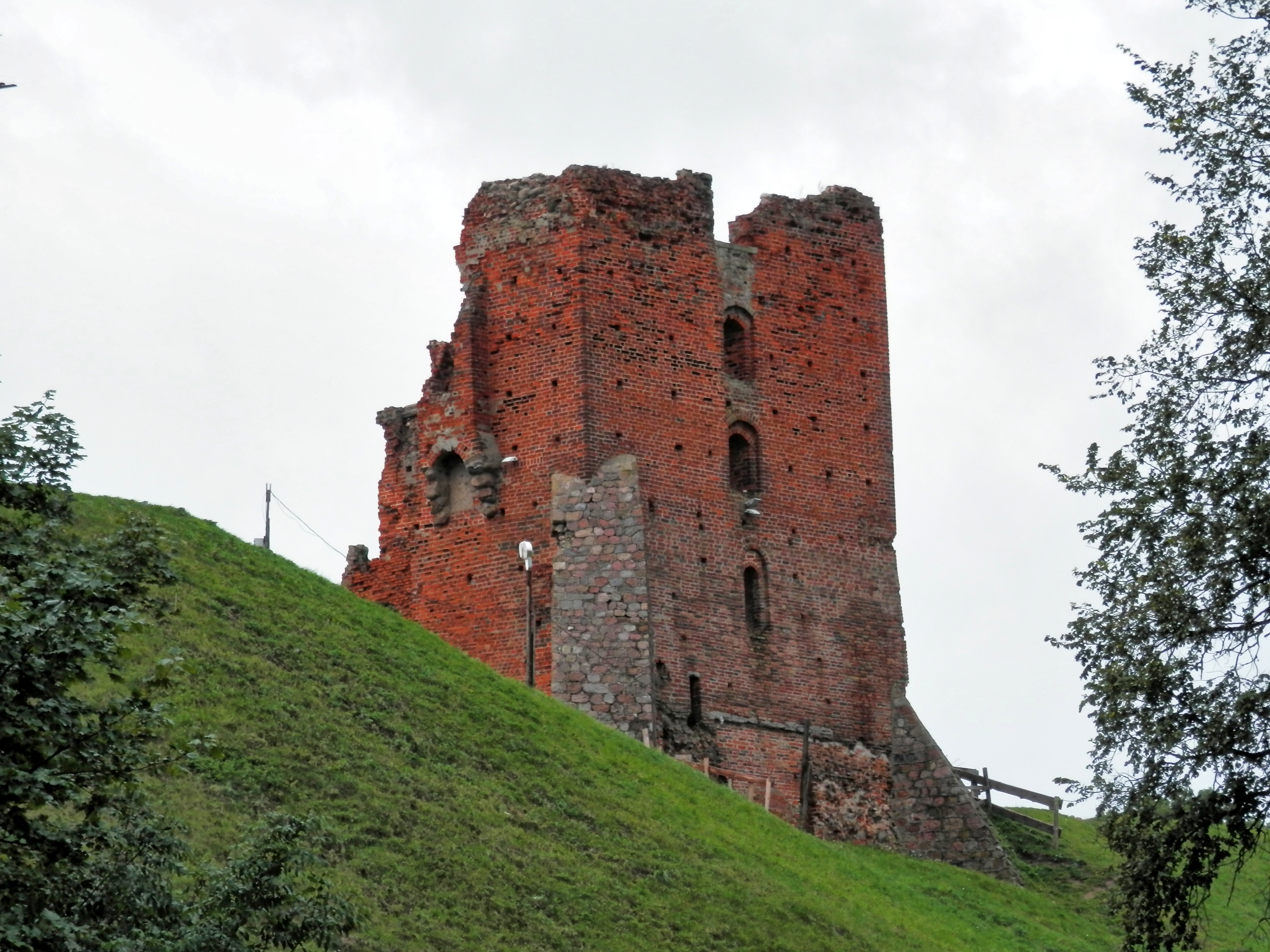
Pozostałości zamku

- Zamek w Nowogródku wybudowany przez Mendoga z połowy XIII w. – ruiny dwóch wież: Szczytowej i Kościelnej, wały ziemne i fosa otaczająca zamek. Zamek wysadzili w powietrze Szwedzi w 1706. Z zamkowej prawosławnej cerkwi zachowały się fundamenty.
- Prawosławny sobór Świętych Borysa i Gleba wzniesiony w 1517 w stylu późnogotyckim z fundacji księcia Konstantego Ostrogskiego, przebudowany w 1632. W XVII w. przejęty przez unitów. Od 1839 z powrotem funkcjonował jako cerkiew prawosławna. W 1961 został zamknięty dla celów kultowych (było w nim archiwum), jednak w 1996 zwrócono go wiernym parafii prawosławnej. Na ścianach soboru zachowały się gotyckie ornamenty. We wnętrzu znajduje się nagrobek Litaworów Chreptowiczów z XVII w.

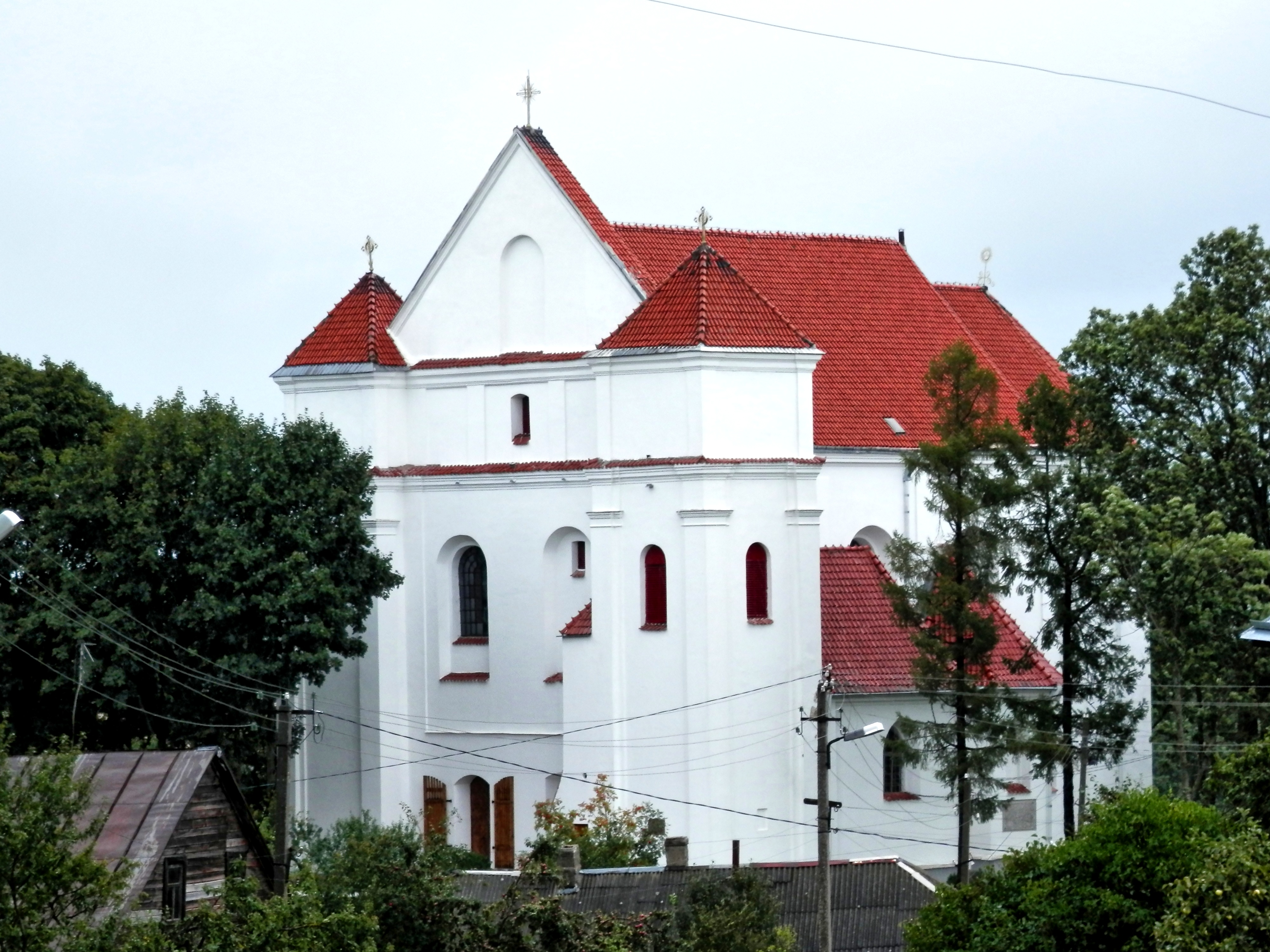
Fara Witoldowa

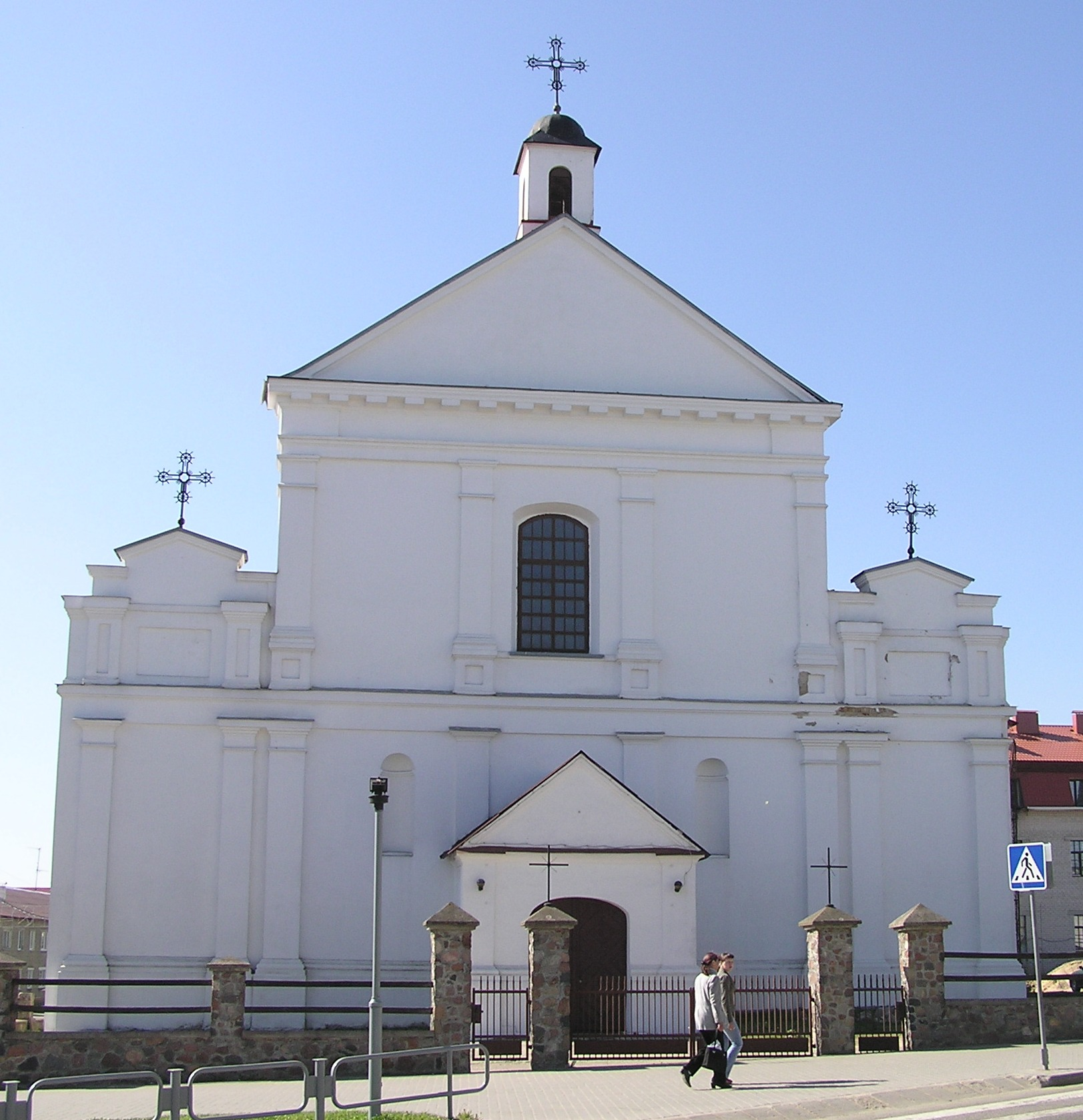
Kościół Dominikanów pw. św. Michała

- Kościół farny („Biała Fara”, „Fara Witoldowa”) pw. Przemienienia Pańskiego, zbudowany w stylu barokowym w latach 1719–1723 poprzez przebudowę wcześniejszego kościoła z XIV w. ufundowanego przez wielkiego księcia Witolda. W zewnętrzną ścianę kościoła wmurowana jest tablica informująca o zaślubinach króla Władysława Jagiełły z Sońką Holszańską, jakie miały miejsce w nowogródzkiej farze w 1422. W lutym 1799 w kościele został ochrzczony Adam Mickiewicz[14]. Świątynia jest budowlą jednonawową z półkoliście zamkniętym prezbiterium. Fasadę zdobią dwie niskie czworoboczne wieże i przewyższający je trójkątny szczyt. W nawie głównej zachowały się sklepienia kolebkowe, w kaplicach – gotyckie sklepienia żebrowe. W bocznej kaplicy znajduje się uwieczniony przez Mickiewicza w inwokacji do Pana Tadeusza cudowny obraz MB Nowogródzkiej, który jest XVIII w. kopią obrazu znajdującego się niegdyś w nowogródzkim kościele jezuitów. W kościele jest także inny cenny obraz, przedstawiający św. Michała Archanioła, patrona miasta, przeniesiony ze zniszczonego kościoła dominikanów. Obraz ten pokrywa srebrna sukienka, ufundowana przez wojewodę smoleńskiego Adama Sakowicza. Cennym zabytkiem jest także znajdująca się w kaplicy Bożego Ciała marmurowa płyta z 1643 fundowana przez kasztelana nowogródzkiego Jana Rudominę Dussiackiego dla uczczenia śmierci brata Jerzego i jego ośmiu towarzyszy poległych w bitwie pod Chocimiem. Płyta przedstawia dziewięciu klęczących rycerzy bez głów i modlącego się za ich dusze fundatora. W 1857 kościół został zamknięty (bliski ruinie), odbudowany w 1906 roku nieprzerwanie czynny. Obok kościoła znajduje się kamień ku czci 11 sióstr nazaretanek zamordowanych przez hitlerowców 1 sierpnia 1943. Sarkofag z ich szczątkami znajduje się w bocznej kaplicy kościoła. Na miejscowym cmentarzu pochowana jest Służebnica Boża Małgorzata Banaś.
- Kościół Dominikanów pw. św. Michała, trzynawowy, barokowy, z elementami rokoka. W bocznych nawach zachowane jest sklepienie gwiaździste. Kościół i klasztor fundacji wojewody Krzysztofa Chodkiewicza z 1624, początkowo drewniany, murowany w 1724. W klasztorze była szkoła, w której uczyli się w latach 1807–1815 A. Mickiewicz i Jan Czeczot. W 1853 skasowano klasztor, a kościół przebudowano. Kościół zamknięto w 1948, przeznaczając go na magazyn zboża, a następnie na skład mebli. Zdewastowany, wyremontowano go dopiero w latach 1986–1987. W 1993 zwrócono go wiernym miejscowej parafii rzymskokatolickiej.

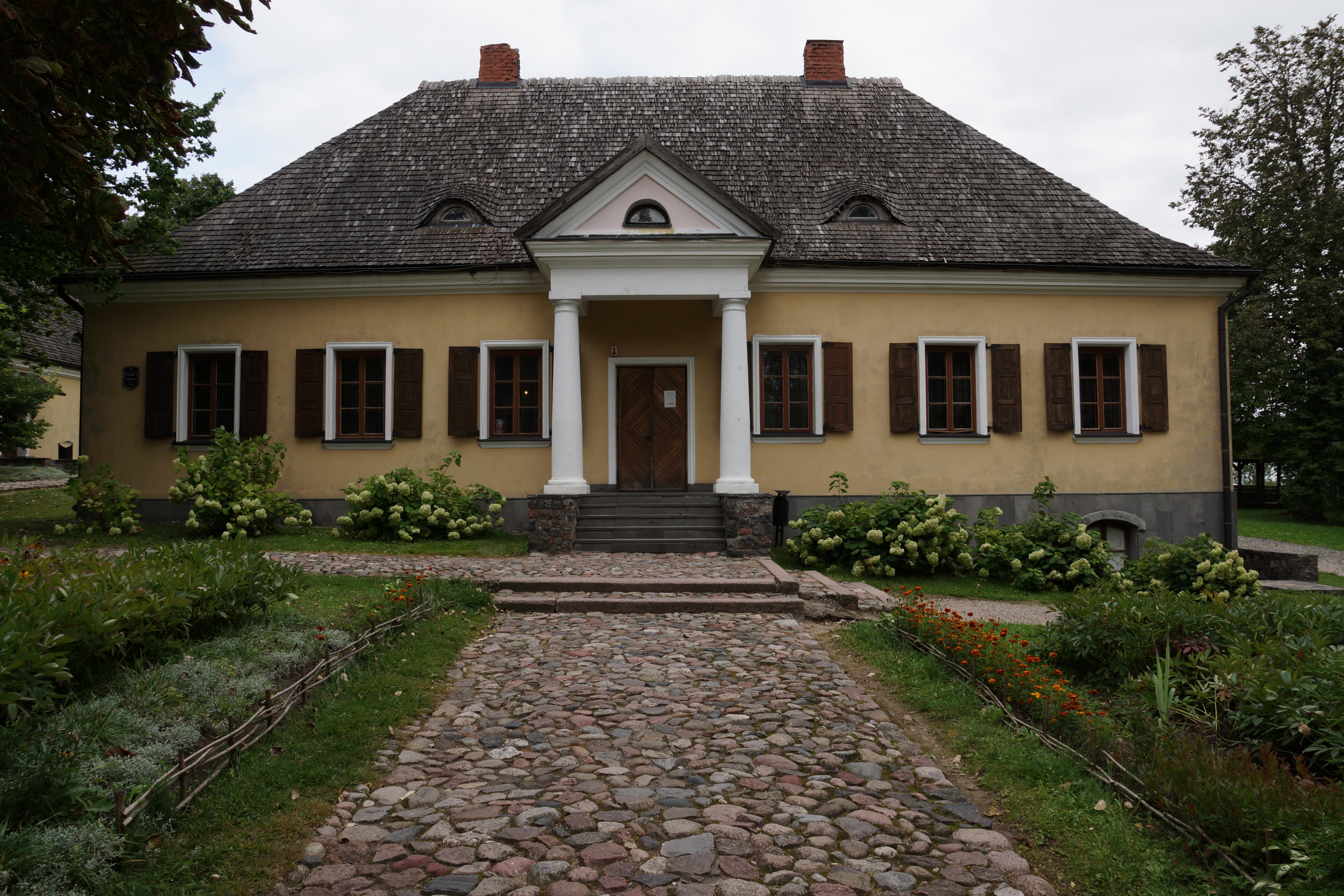
Dom Adama Mickiewicza

- Dworek Mickiewicza z 2 poł. XIX w., na miejscu spalonej siedziby rodziny Mickiewiczów z XVIII w. Przy odbudowie zachowano kształt poprzedniego budynku. Ganek został zabudowany. W tym miejscu spędził poeta młodość. Obecnie mieści się w nim Muzeum Adama Mickiewicza. Obok stoją zrekonstruowane lamus, oficyna, altanka i studnia.
- Dawny Kościół Franciszkanów (obecnie sobór św. Mikołaja) i obok klasztor (obecnie dom mieszkalny). Kościół barokowy pw. św. Antoniego z 1714 fundacji Tomasza Woyniłłowicza (podstolego nowogródzkiego). W 1831 klasztor skasowano, a w 1846 barokowy kościół przebudowano na sobór prawosławny św. Mikołaja.

- Sukiennice z 1812
- Synagoga z XVII w.

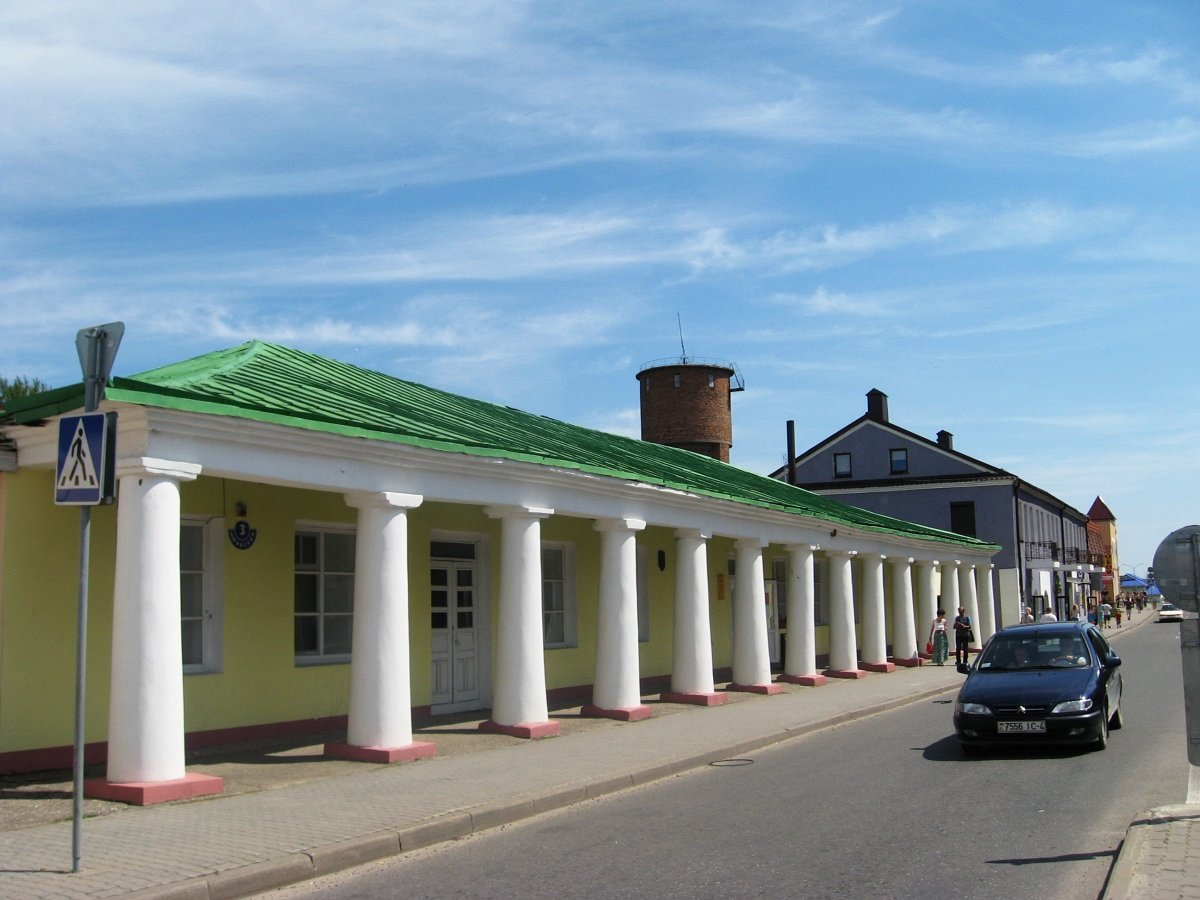
Sukiennice

- Meczet tatarski wzniesiony w II poł. XIX w., zamknięty przez władze radzieckie w 1945 i przebudowany, odzyskany przez gminę muzułmańską i przywrócony do celów kultowych w latach 90. XX w.
- Muzułmański cmentarz tatarski
- Cmentarz katolicki z kaplicą Sadowskiego z 1930
- Kopiec Mickiewicza
- Mauzoleum A. Zaborskiego z 1802
- kamienice z XVIII, XIX i pocz. XX w.
- Kolonia urzędnicza w stylu dworkowym z ok. 1925, proj. Wilhelm Henneberg
- Sąd Wojewódzki z lat 30. XX wieku przy ul. Mińskiej
- Gmach dawnego Gimnazjum im. Adama Mickiewicza, wzniesiony na pocz. XX w.

Zabytki niezachowane:
- Kościół i klasztor Jezuitów z 1624
- Kościół i klasztor Bonifratrów z ok. 1649
- Pałac Radziwiłłów z XVIII w. przy Rynku, zburzony w 1941 r.
- Ratusz miejski z XVII w.

## Gospodarka
W maju 2011 2 km od miasta uruchomiono jedyną na Białorusi i największą na terenie Wspólnoty Niepodległych Państw elektrownię wiatrową. Ponadto w mieście rozwinął się przemysł spożywczy oraz odzieżowy.

## Sport
Do 1939 roku w mieście funkcjonował klub piłkarski AKS Nowogródek.

## Ludzie związani z Nowogródkiem

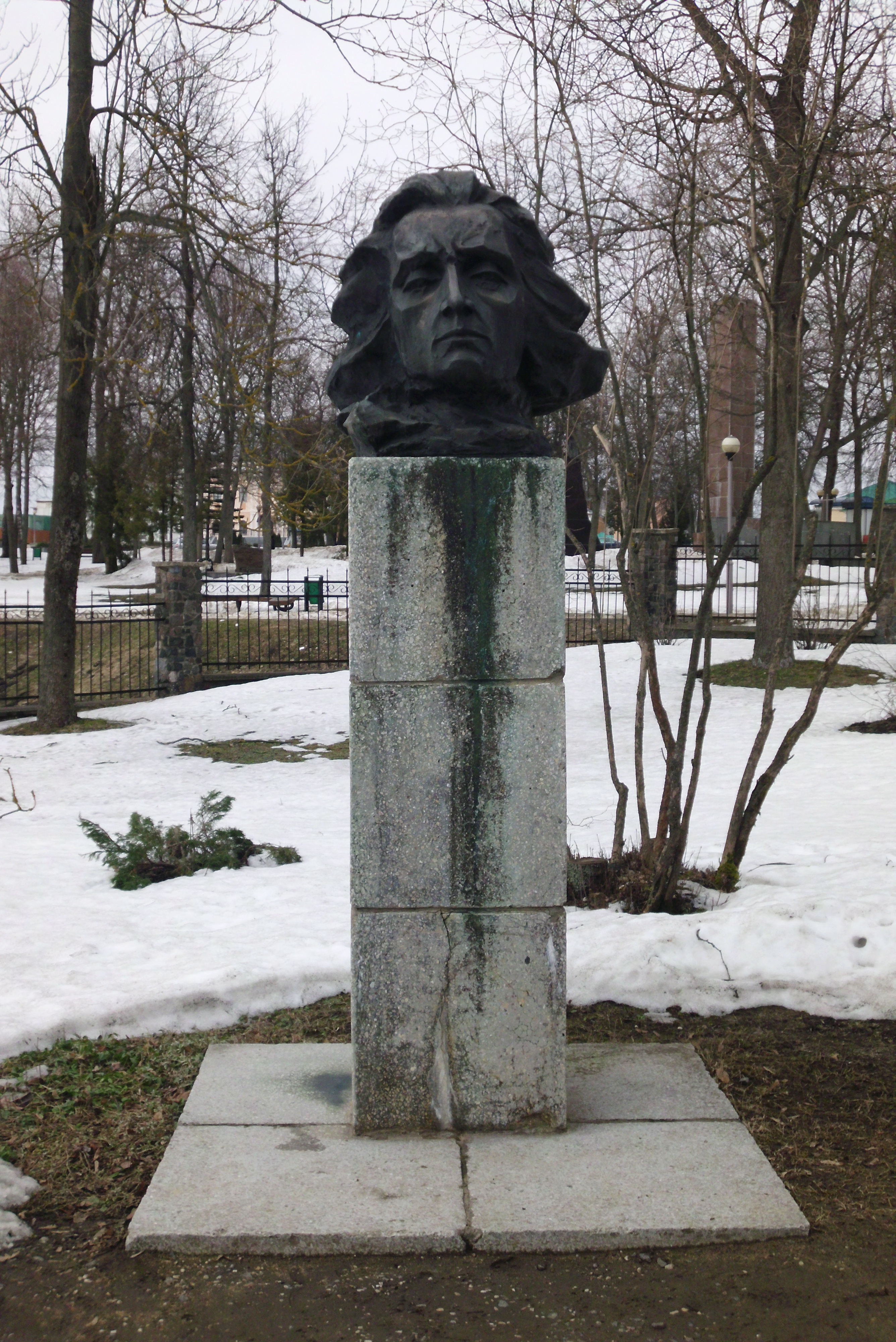
Pomnik Adama Mickiewicza przy dawnym domu poety

- Ludmiła Anańka – białoruska biathlonistka
- Małgorzata Banaś – polska zakonnica ze Zgromadzenia Najświętszej Rodziny z Nazaretu, służebnica boża Kościoła katolickiego
- Adela Mardosewicz – polska zakonnica ze Zgromadzenia Najświętszej Rodziny z Nazaretu, błogosławiona kościoła rzymskokatolickiego
- Mendog – litewski władca, wielki książę litewski (1235–1253), a od 1253 do śmierci król Litwy, którego siedzibą stał się Nowogródek
- Adam Mickiewicz – polski poeta, działacz i publicysta polityczny
- Aleksander Mickiewicz – polski wykładowca, brat Adama Mickiewicza
- Czesław Pakosz – polski dowódca wojskowy, generał brygady Armii Księstwa Warszawskiego
- Wiktar Rachmańko – białoruski polityk
- Bekir Radkiewicz – tatarski muezzin nowogródzki
- Bronisław Rudowicz – profesor nauk ekonomicznych, w latach 1982–1984 rektor Uniwersytetu Gdańskiego
- Józef Sieroszewski – polski lekarz, ginekolog, profesor
- Aleksander Stahanowicz – białoruski polityk II RP
- Joseph Sunlight – rosyjsko-angielski architekt, pochodzenia żydowskiego
- Władysław Syrokomla – polski poeta i tłumacz epoki romantyzmu
- Genadiusz Szymanowski – białoruski polityk okresu II RP
- Jan Tabortowski – polski dowódca wojskowy, major Wojska Polskiego, żołnierz AK, AKO i WiN, inspektor inspektoratów III Łomżyńskiego i IV Suwalskiego AK
- Teodor Skumin Tyszkiewicz – ruski szlachcic, wojewoda nowogródzki w latach 1538–1618
- Piotr Tatarynowicz – białoruski duchowny rzymskokatolicki, doktor nauk teologicznych, przedstawiciel białoruskiego ruchu chrześcijańskiego XX wieku; zwolennik niezależności Białorusi, delegat na II Kongres Wszechbiałoruski, proboszcz miejscowej parafii w latach 1922–1924
- Michał Wilniewczyc – polski ksiądz katolicki, kapelan, działacz polonijny w Nowej Zelandii
- Ludwik Wolnik – polski inżynier i samorządowiec, burmistrz Nowogródka i Baranowicz
- Auhien Żychar – białoruski poeta i działacz niepodległościowy

## Książęta
- ? – ~1180 Mingajło
- ~1180 – 12? Skirmunt
- ~1239 – 1254 Wojsiełk
- 1254 – 1258 Roman Danielewicz
- 1258 – 1267 Wojsiełk (zm. 1267)
- ? – ~1341 Narymunt (Giedyminowicz, zm. 1348)
- ~1341 – ~1347 Koriat (Giedyminowicz)
- 1384 Jerzy Kiejstutowicz
- ~1386 – ~1389 Towtiwil Kiejstutowicz
- 1398 – ~1421 Zygmunt Kiejstutowicz
- 1440 – 1441 Michał Zygmuntowicz (zm. 1451)

## Miasta partnerskie
- Krynica Morska, Polska
- Preny, Litwa
- Leymen, Francja[17]

## Galeria

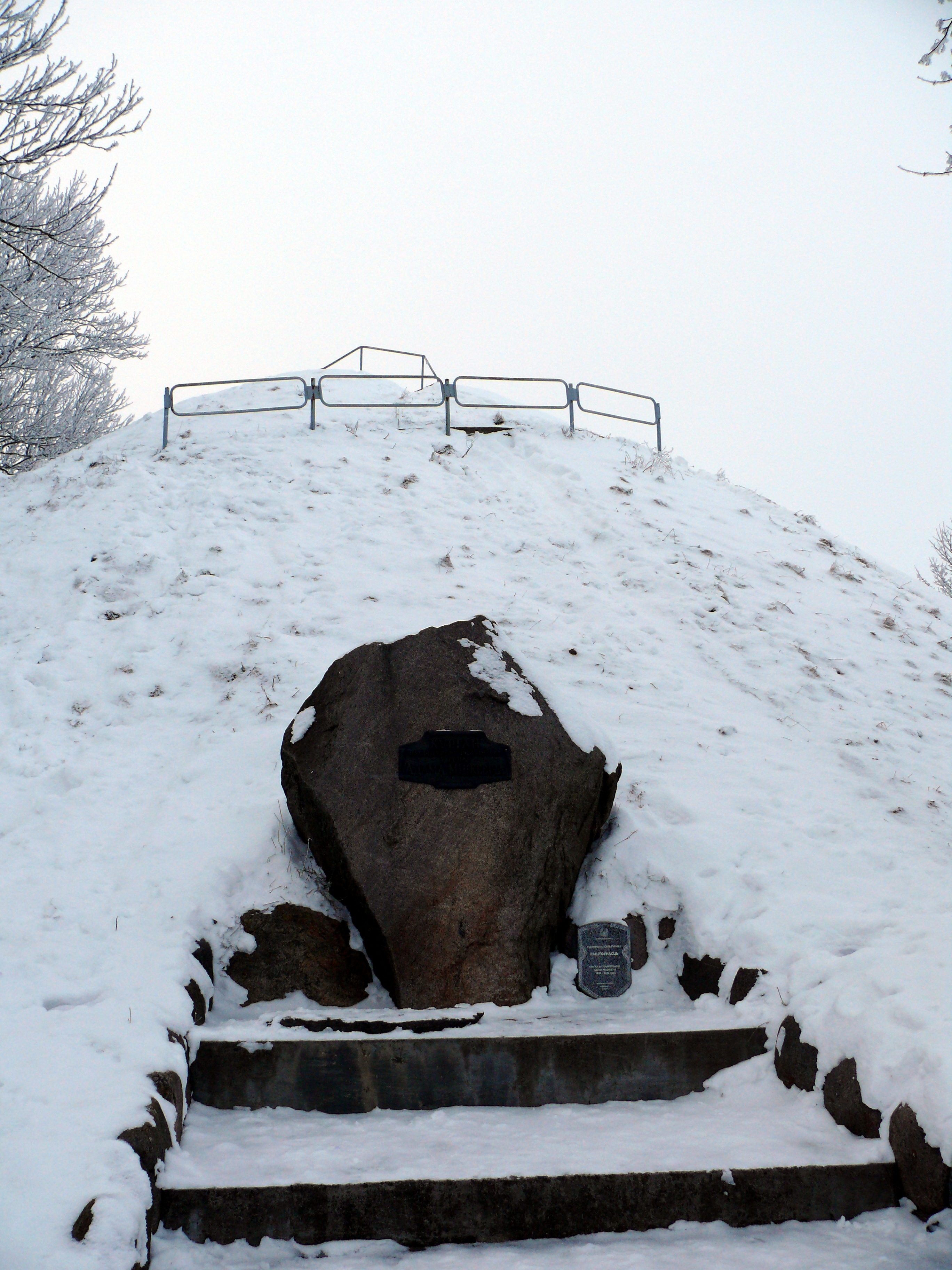
Kopiec Mickiewicza
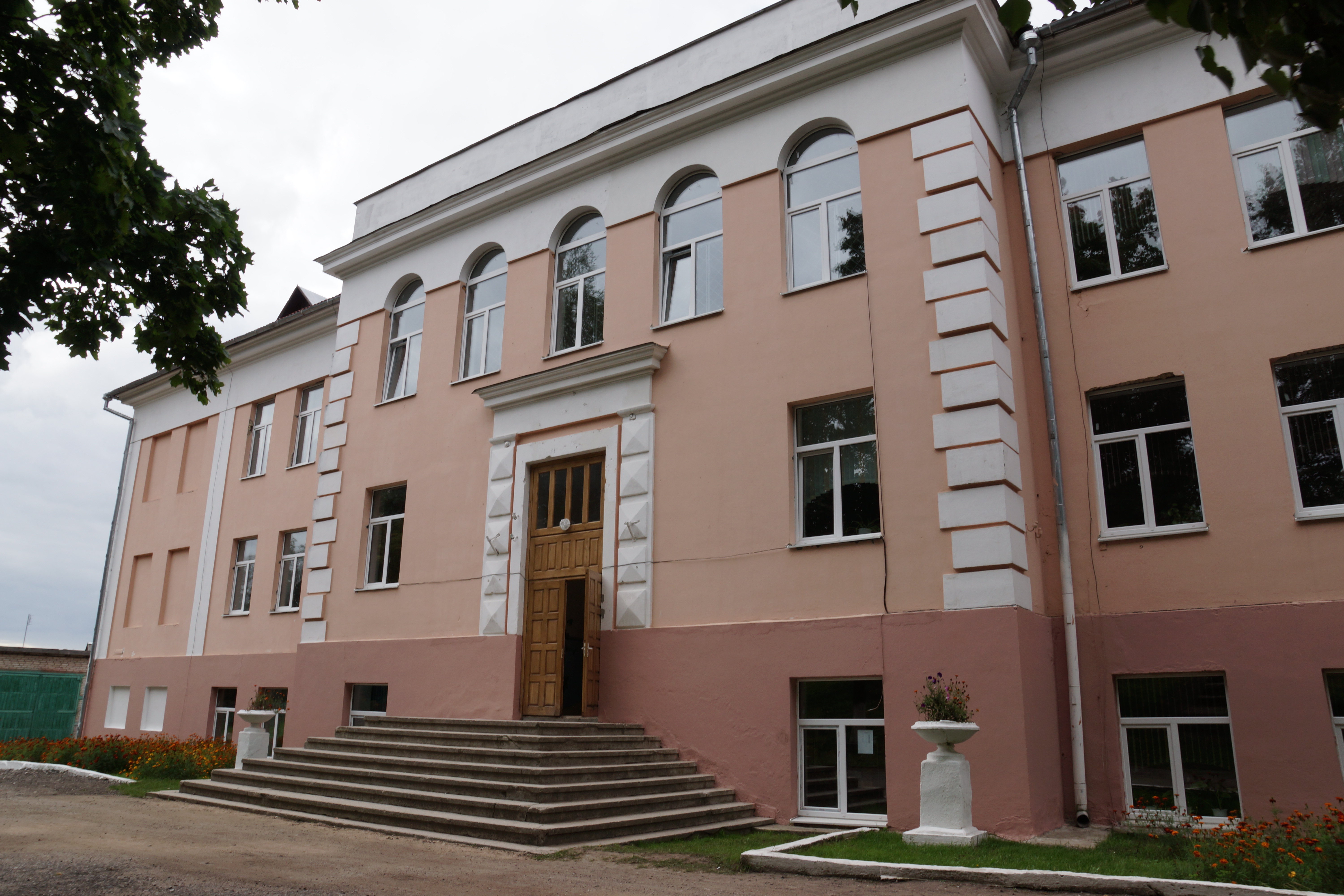
Gmach Gimnazjum im. Adama Mickiewicza
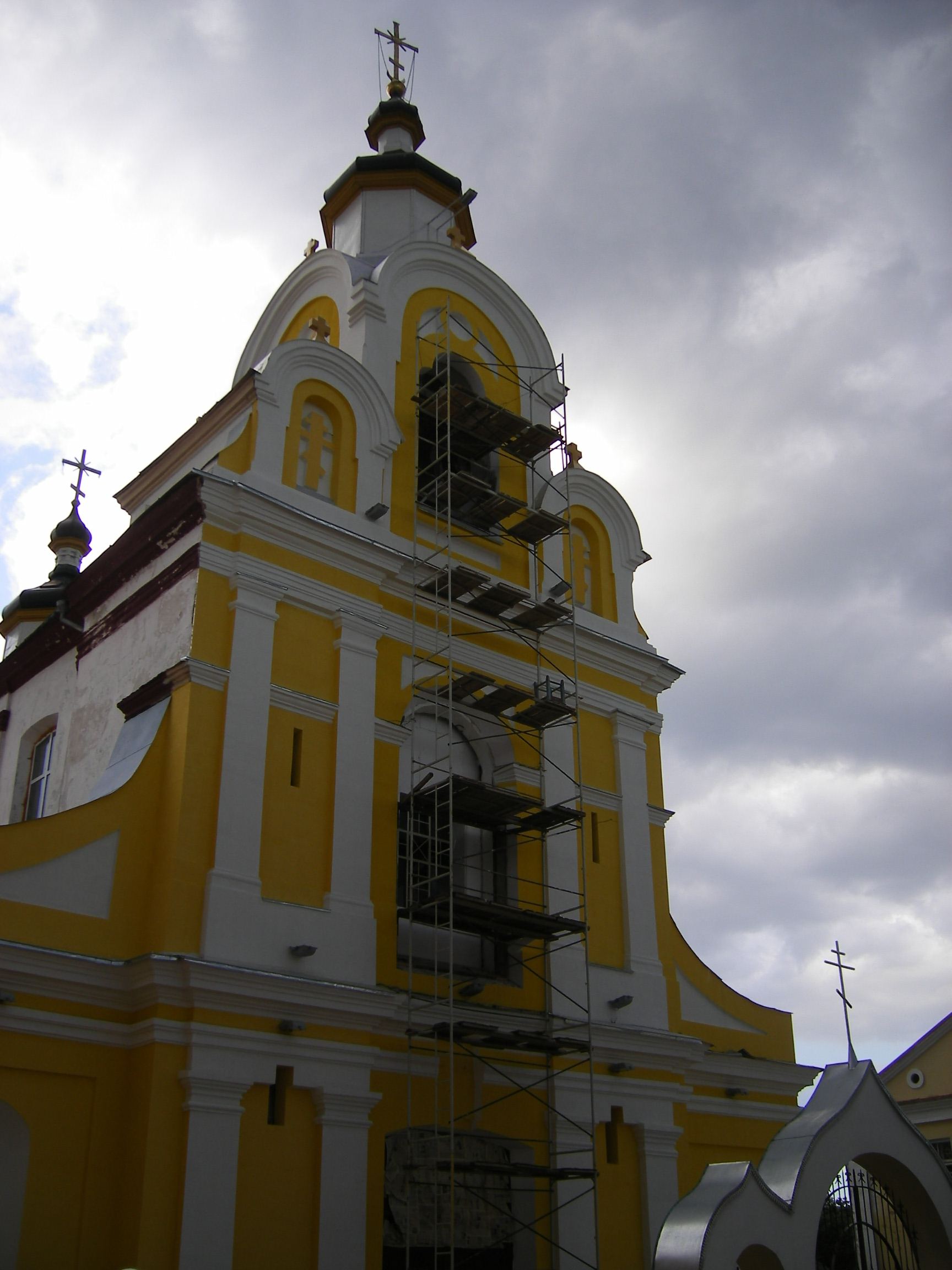
Sobór św. Mikołaja
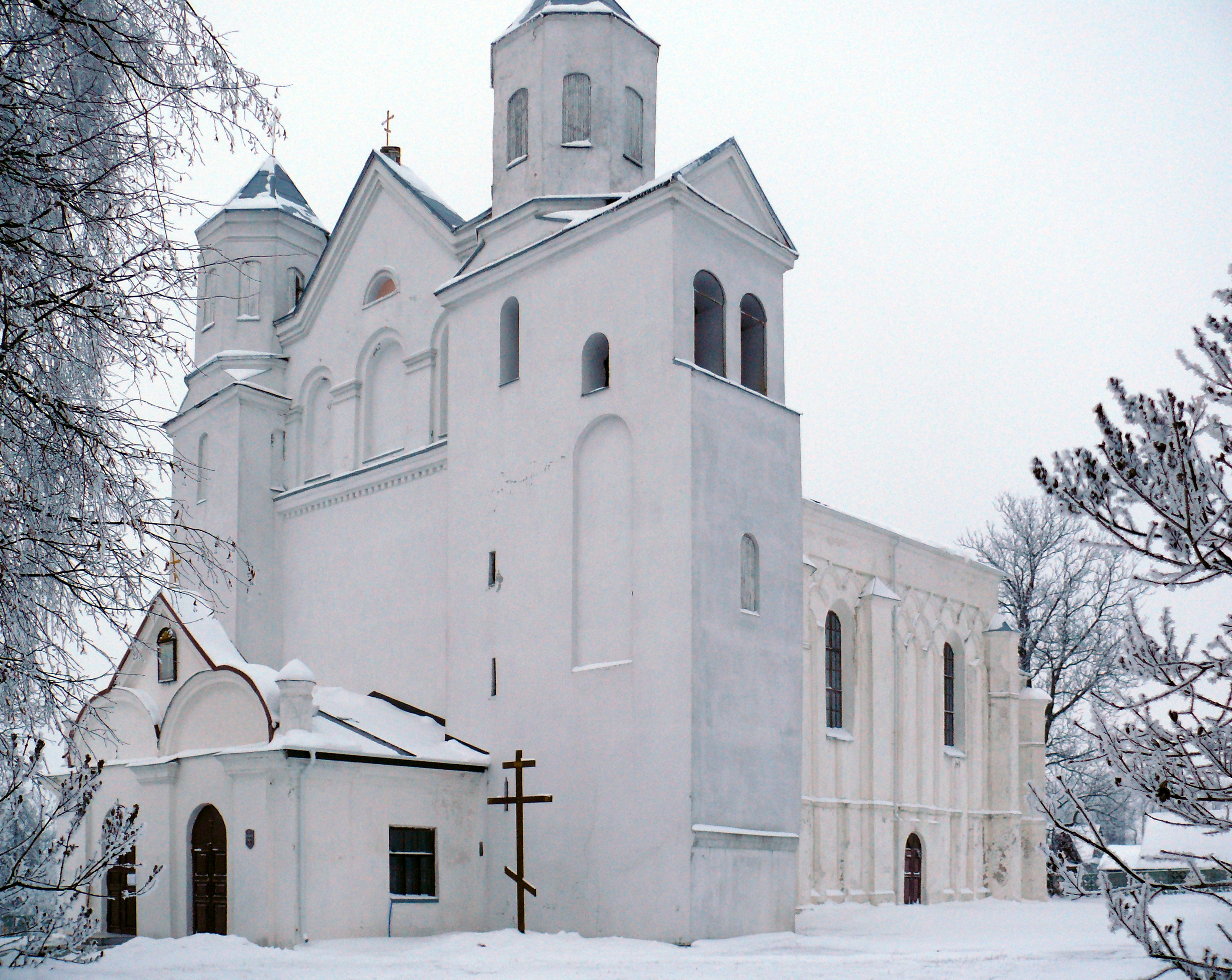
Cerkiew śś. Borysa i Gleba
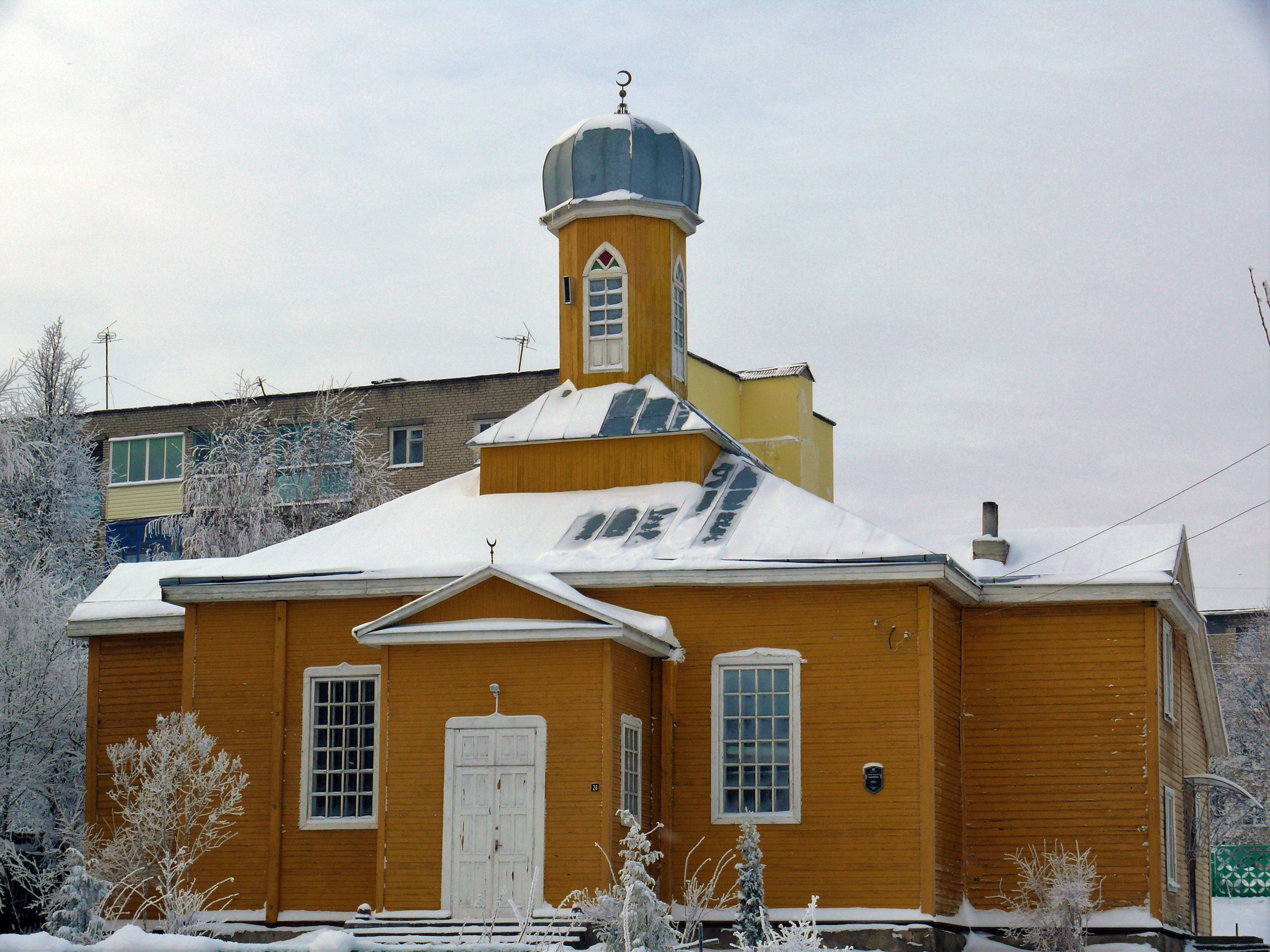
Meczet
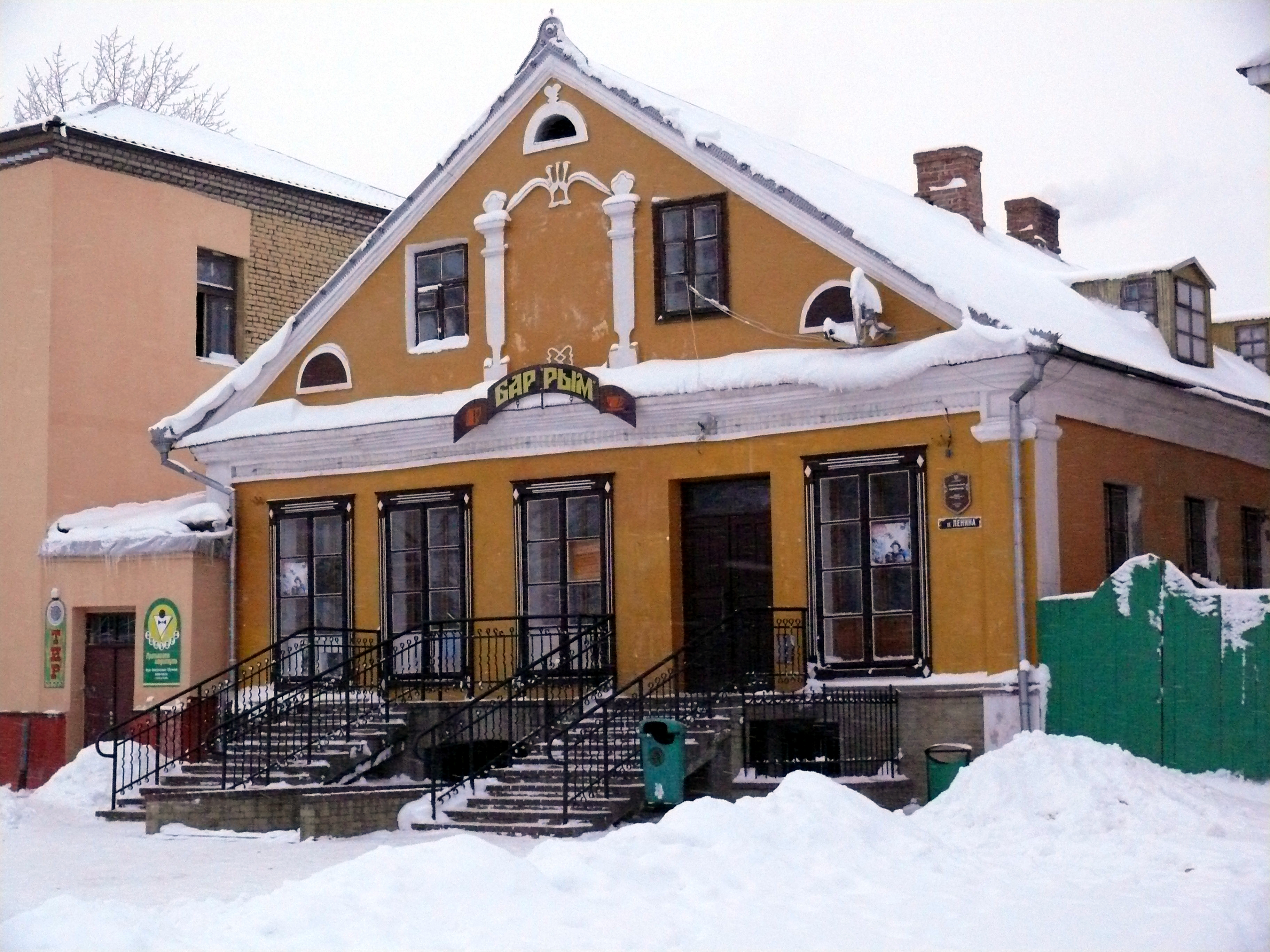
Kamienica na Rynku
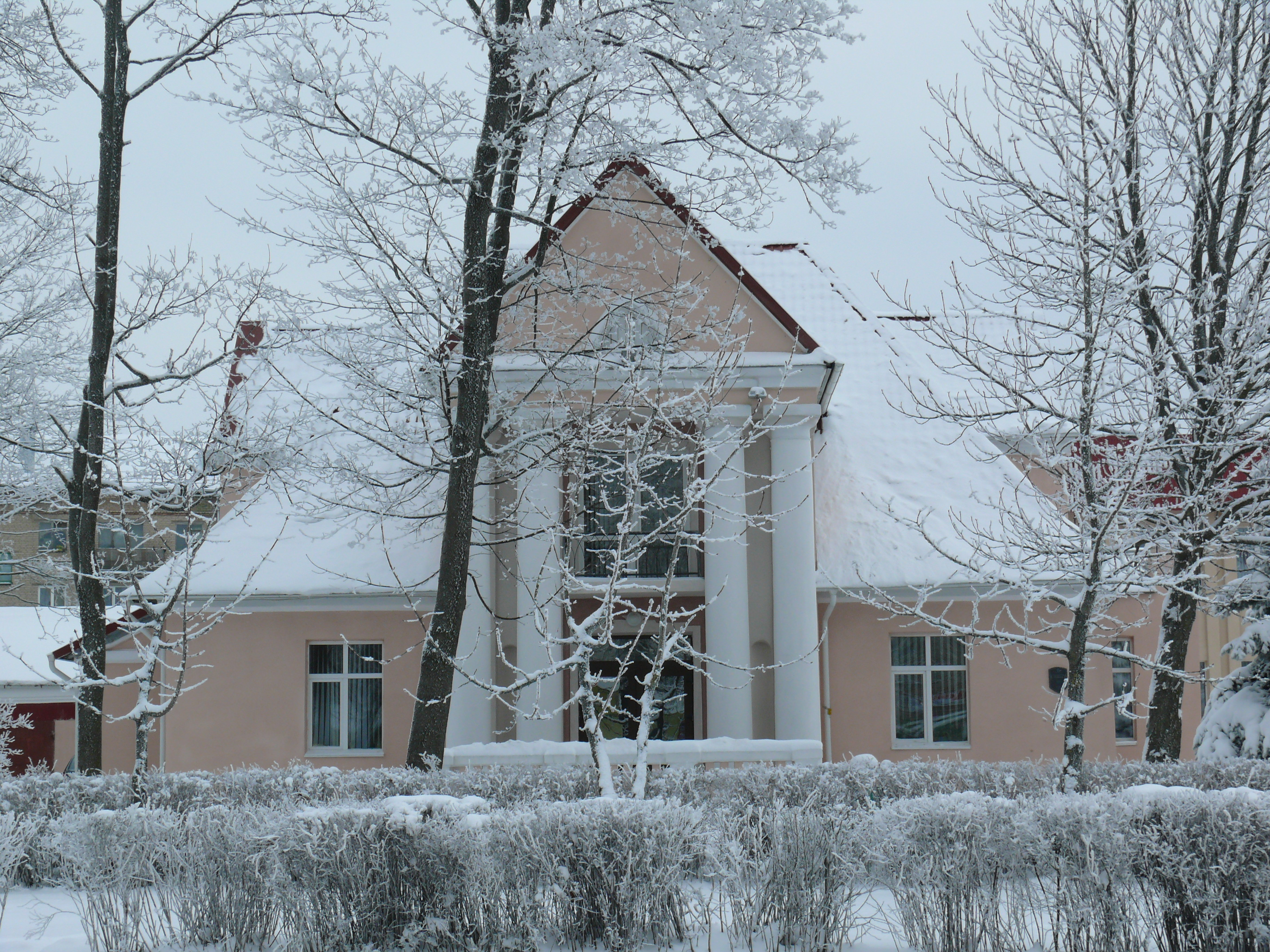
Dom wojewody
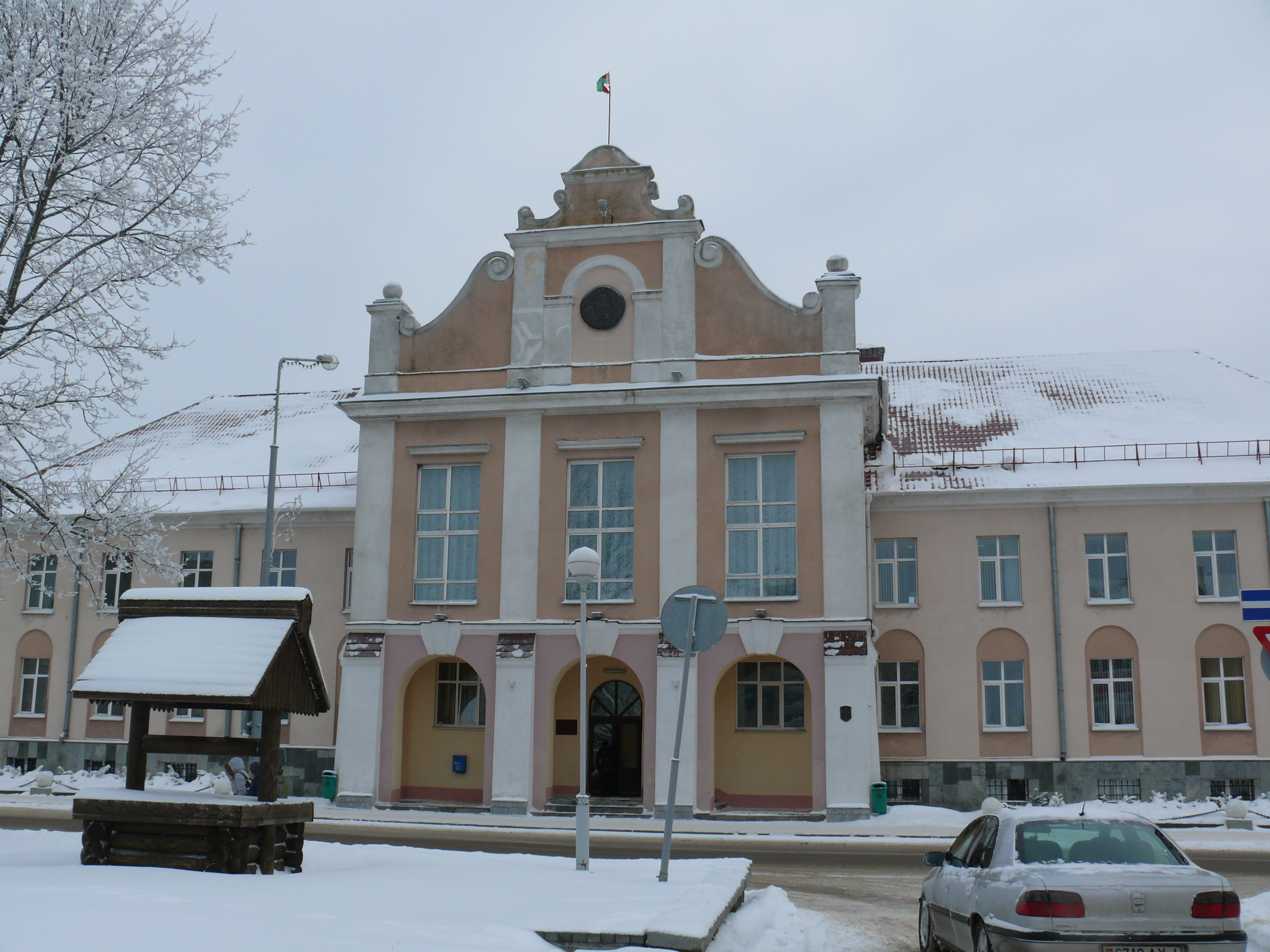
Urząd wojewódzki
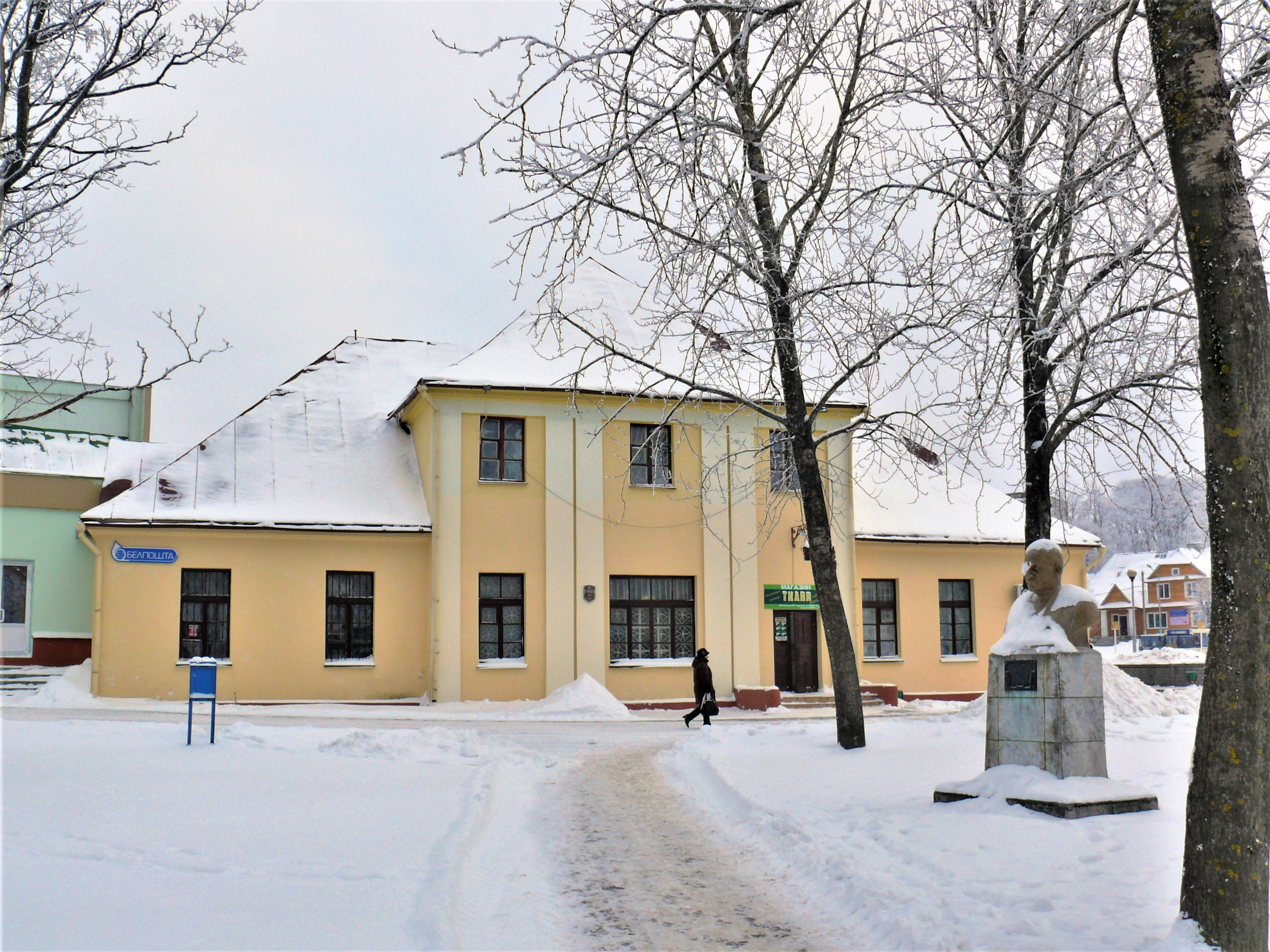
Dworzec
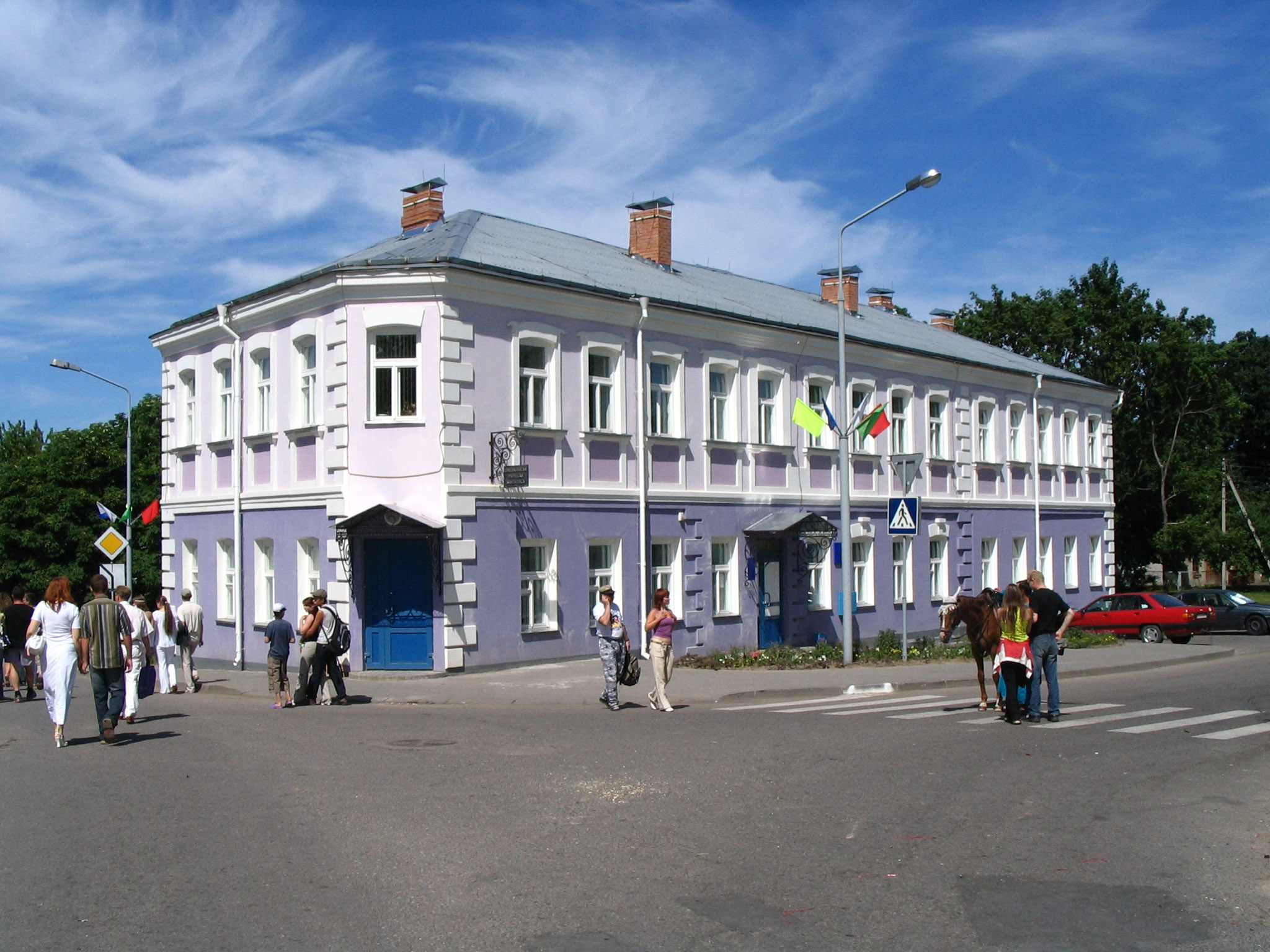
Kamienica z XIX w.
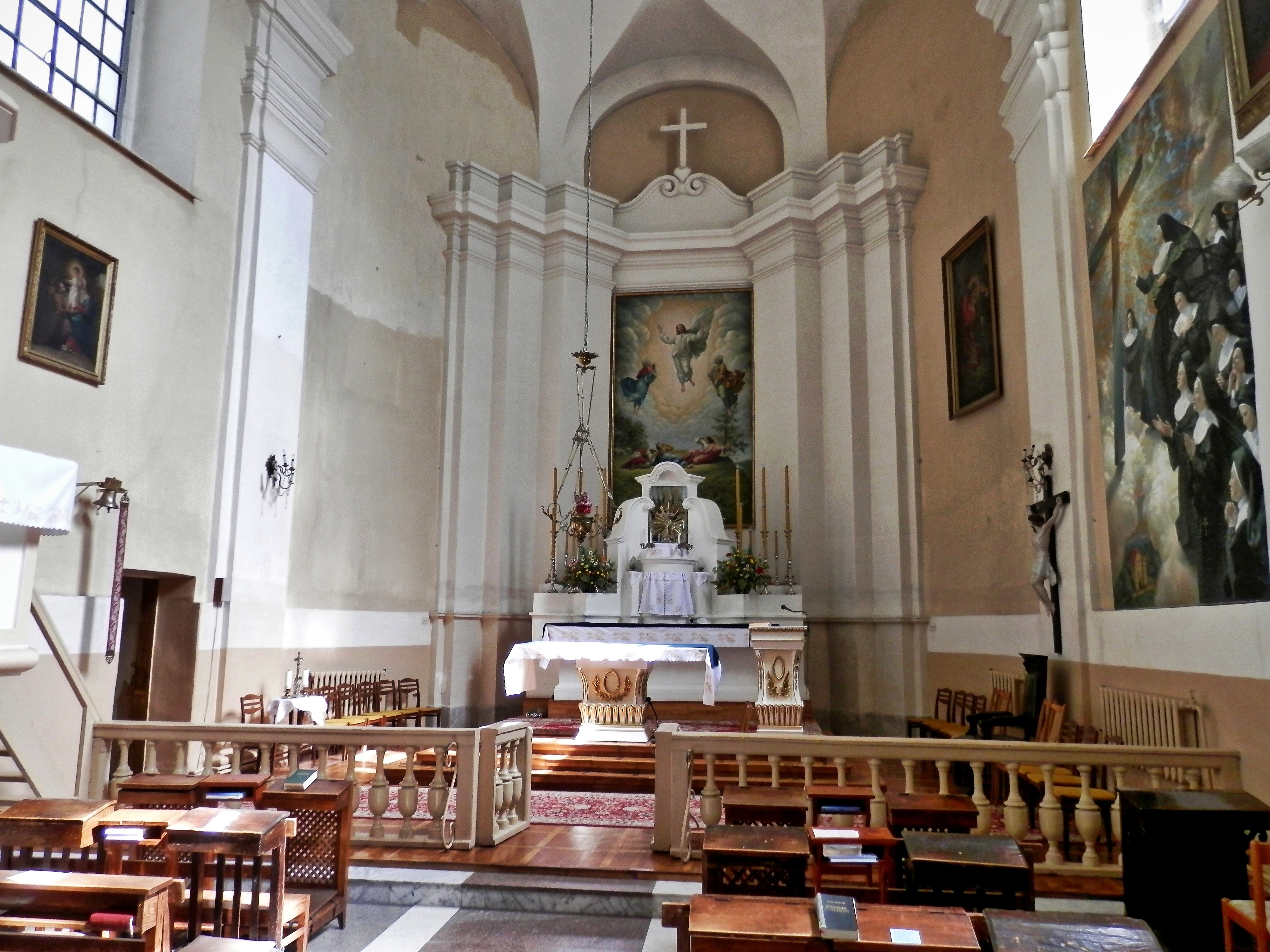
Wnętrze białej „fary Witoldowej”